# Monasterio de Leyre
El monasterio de San Salvador de Leyre o Leire, o simplemente monasterio de Leyre o Leire, es uno de los conjuntos monásticos más importantes de España por su relevancia histórica y arquitectónica. Entre los diferentes edificios que componen el conjunto, existen ejemplares del románico muy destacados por pertenecer a un periodo muy temprano del mismo y por su excelente estado de conservación. El monasterio se ubica en el nordeste de la Comunidad Foral de Navarra, cerca del límite con Aragón.
Existen noticias documentadas sobre Leyre ya en el siglo IX. El monasterio tuvo una gran relevancia histórica en la gestación del reino de Pamplona, posteriormente de Navarra, así como relevancia en las primeras etapas de Reconquista. Dentro de su iglesia se encuentra un panteón real donde se conservan los restos mortales de los primeros regentes del reino de Pamplona. 
Leyre, aunque fue fundado como un monasterio benedictino, posteriormente, y durante seis siglos, del XIII al XIX, estuvo ocupado por monjes cistercienses. Tras estar a punto de desaparecer después de las exclaustraciones y desamortizaciones decimonónicas, en la actualidad, desde 1954, ha restaurado su vida monástica  y el conjunto monástico forma parte del patrimonio de la Comunidad Foral de Navarra, que lo ha cedido a sus primitivos moradores, la orden benedictina, para su cuidado y funcionamiento.

## Topónimo
El monasterio debe su nombre a que está ubicado en Leire, un paraje del municipio de Yesa, en la Comunidad Foral de Navarra. Según la hipótesis más probable, debida a Alfonso Irigoyen, es un derivado del latín legionarius ‘legionario’, convertido en nombre de persona Legionarius, que luego daría nombre al lugar en el que este vivía. En la documentación antigua el nombre aparece con muchas variantes: Lairensis, Leger, Legere, Legior, Legor, Legore, Legurensis, Leier, Leior, Leiore, Leiori, Leioris, Leiro, Leiuri, Leyere Leyor, Leyore, Liger (ss. IX-XII, NEN); Leger, Legiorensis, Leguri, Leior, Leire, Leyro y Sanctus Saluator de (1087- 1137, NEN).

## Geografía

### Situación y accesos

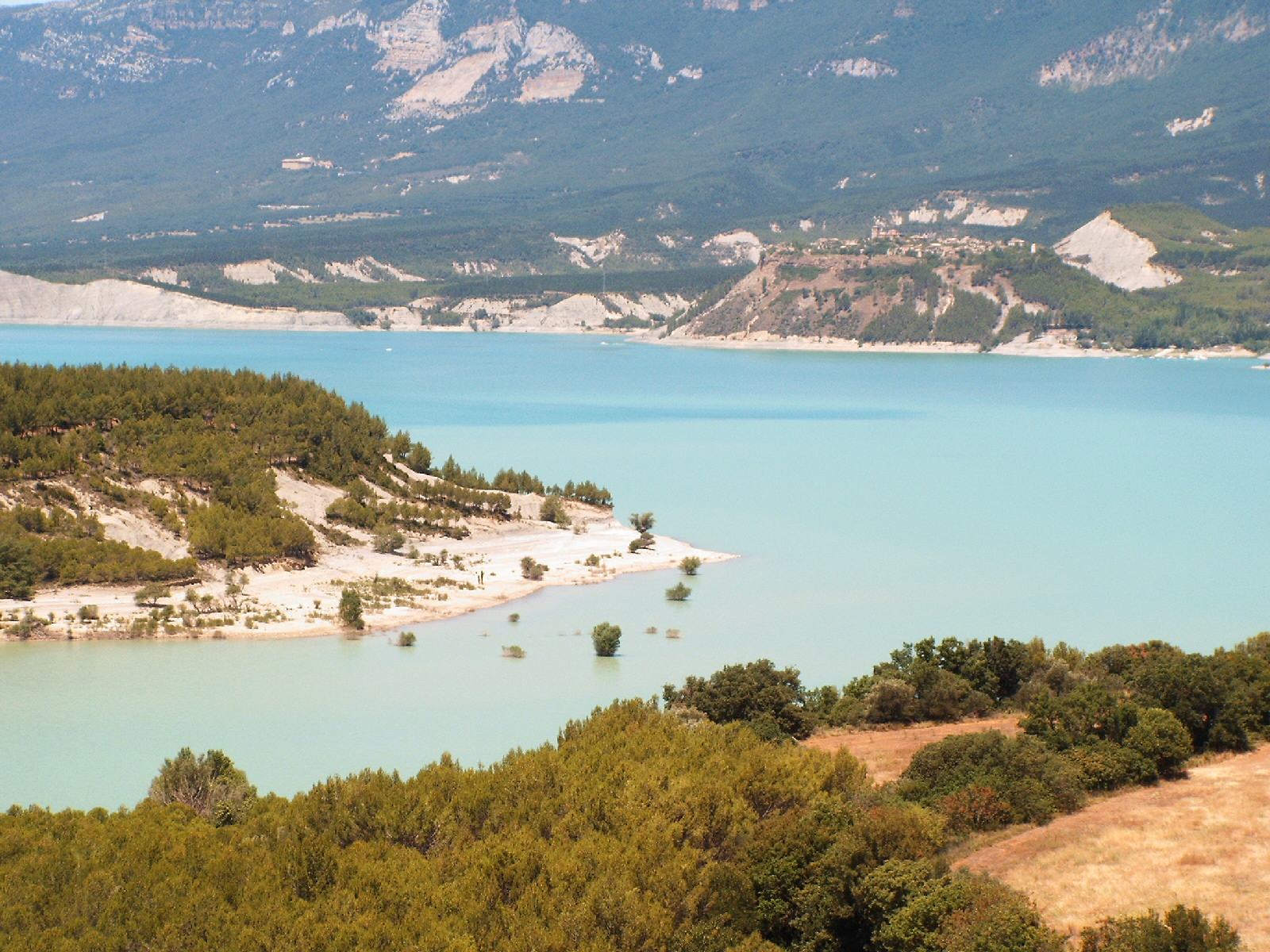
Embalse de Yesa

El monasterio se alza en terrenos del actual municipio de Yesa, a 52 km de la capital navarra, Pamplona, y 70 km de Jaca, sobre el ramal del Camino de Santiago que discurre siguiendo el curso del río Aragón, pasando por Jaca, el Camino de Santiago aragonés. 
El conjunto se encuentra en una balconada natural de la falda sur de la sierra de Leyre, entre cuyos picos destaca la cima del Arangoiti de 1356 m de altitud (esta sierra es la primera sierra prepirenaica que se tiende sobre la canal de Berdún). Dicha balconada se alza sobre el valle del río Aragón, embalsado en este punto por el pantano de Yesa. 
Desde la ubicación del monasterio se abarca un gran espacio. Al este se encuentran la sierra de Illón y La Canal de Berdún en primer término y, más allá, los montes donde se encuentra el otro gran monasterio vecino, el de San Juan de la Peña. Al oeste se ve una cadena de montañas de la sierra de Peña y la sierra de Ujué donde despunta la villa de Ujué.
El acceso al conjunto monástico Se realiza a través de la autovía A-21 Pamplona-Jaca (autovía del pirineo) tomando la salida de Yesa desde ahí hay que tomar una pequeña carretera que, tras recorrer 4 km, llega a sus puertas.

### Paisaje
El suelo está formado por depósitos de las eras secundaria y terciaria de origen marino, donde abundan calizas y dolomías, a veces muy arenosas, con margas y flysch del Eoceno plegados y vergentes hacia el sur. En su vegetación destacan los bosques de hayas y pinos royos junto a quejigos, robles peludos, encinares y carrascales. La fauna predominante es la avícola, en la que el quebrantahuesos es el ejemplar más característico y destacable.

## Historia

### Orígenes

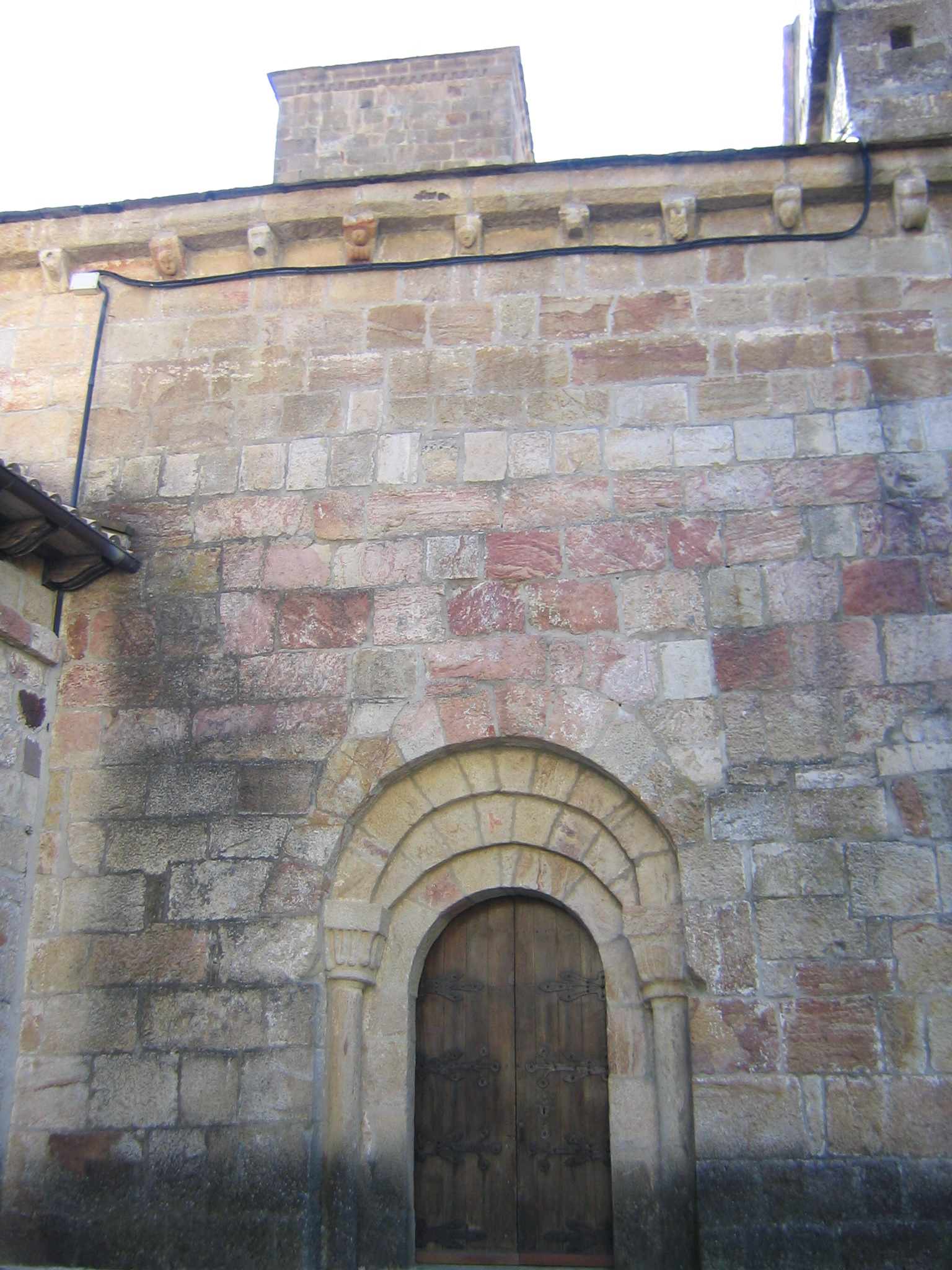
Puerta lateral de la iglesia, antiguo acceso al monasterio viejo

La fecha y circunstancias de la fundación del monasterio legerense son desconocidas. La primera referencia de su existencia se debe al presbítero mozárabe cordobés Eulogio, en una carta de 851 dirigida al obispo de Pamplona (Epistula ad Wiliesindum). En ella, recuerda su estancia en el monasterio tres años antes, en el año 848, en el transcurso de un viaje a tierras germánicas que tuvo que interrumpir forzadamente. Eulogio de Córdoba sería martirizado posteriormente en Córdoba y santificado, siendo conocido como san Eulogio. Redactó una crónica de su viaje y en ella, entre otros monasterios pirenaicos ya desaparecidos en los que se alojó, nombraba a Leyre. En la carta llega a señalar el nombre del entonces abad, un tal Fortún. Estas referencias quedan confirmadas por la obra apologética de Álbaro de Córdoba, amigo de Eulogio, sobre el santo (Vita vel passio Sancti Eulogii), así como con otro texto de Eulogio en el que dice:

Estando destinado un tiempo en la ciudad de Pamplona y alojándome en el monasterio de Leyre, estuve hojeando todos los volúmenes allí conservados para descubrir lo que no se había descubierto, de pronto hallé en cierta parte cierto opúsculo anónimo con la pequeña historia de un nefando predicador: "Entonces surgió el heresiarca Mahoma en tiempos del emperador Heraclio, séptimo año de su gobierno, era actual de DCLVI..."
Cum essem olim in Pampilonensi oppido positus, et apud Legerense coenobium demorarer cunctaque volumina quae ibi erant gratia dignoscendi incomperta reuoluerem, subito in quadam parte cuiusdam opusculi hanc de nefando uate historiolam absque auctoris nomine repperi: “Exortus est namque Mahomat haeresiarches tempore Heraclii imperatoris, anno imperii eius septimo, currente aera DCLVI..."
Eulogio de Córdoba, Liber apologeticum Martyrum, 15-16

Estas referencias dan a entender que para el año 844 el monasterio tenía cierta relevancia y disponía de una buena biblioteca, lo cual indica que su fundación fue anterior. Otra referencia importante de la existencia del monasterio a mediados del siglo IX es el traslado de los cadáveres de las santas Nunilo y Alodia por orden real a Leyre.
En la época en la que Eulogio viajó por las tierras de la actual Navarra, la relación entre los musulmanes y los navarros eran buenas, sin existir grandes obstáculos para desplazarse por el territorio peninsular. Sin embargo, la situación política del reino de Pamplona cambió durante esos años. Tradicionalmente, los reyes pamploneses habían mantenido buenas relaciones con los Banu Qasi, quienes eran una familia de nobles hispanorromanos convertidos al islam, que mantuvieron su dominio sobre el valle del Ebro tras la conquista musulmana y que tuvieron una actitud levantisca frente a las autoridades de Córdoba, aliados con los reyes pamploneses, a los que estaban unidos por vínculos familiares. 
Sin embargo, a la muerte de Íñigo Arista, su hijo García Íñiguez se apartó de sus parientes musulmanes, entablando relaciones con los asturianos. Fruto de este cambio de alianzas fue la batalla de Clavijo de 858 en la que la alianza de navarros y asturianos, mandados estos últimos por el rey Ordoño I, vencieron a las tropas de los Banu Qasi. No obstante, las acometidas de los reyes navarros contra los Banu Qasi provocaron la intervención del califa cordobés Abd al-Rahman III. Las campañas califales llegaron a Leyre en 920, cuando los cristianos fueron derrotados por el califa en Liédena y la Foz de Lumbier. Pamplona fue saqueada y su catedral destruida. La entrada de los musulmanes en Navarra ya había obligado al obispado y al clero de Pamplona a establecerse en Leyre, donde mantuvieron la sede episcopal hasta el año 1023. También el poder político buscó refugio en el monasterio. El hecho de que el obispo de Pamplona residiese en el monasterio hizo que las dignidades episcopal y abacial recayeran en la misma persona. El rey Fortún Garcés, último de los Arista, que había vivido en Córdoba y era abuelo de Abd al-Rahman III, se retiró al monasterio tomando los hábitos en la primera mitad del siglo X, con constancia de que en 928 vivía allí, junto a su caballerizo Aznar.
En los siglos IX y X Leyre era uno de los monasterios más importantes de la cristiandad peninsular, protegido por la monarquía del reino donde se asienta y con influencia sobre un gran territorio. Como ejemplo del apoyo brindado por los reyes navarros al monasterio de Leyre se pueden señalar las siguientes donaciones documentadas: el 15 de agosto de 991 el rey Sancho Garcés II donaba al monasterio las posesiones que su hermano Ramiro tenía en Apardués; ya habían donado el 15 de febrero las que tenía en Navardún; el 18 de noviembre de 1050 era García de Nájera el que dona bienes a Leyre y el 28 de enero de 1085 el rey Sancho Ramírez incorporaba a Leyre las propiedades y los monasterios de Igal, Urdaspal y Roncal, así como otros bienes. El traslado de las Santas Mártires al monasterio tenía la finalidad de elevar la importancia del monasterio mediante el culto y la devoción a las reliquias que se profesaba en esa época, en especial en torno a la Ruta Jacobea.
Después del respiro a mediados del siglo X, la situación volvió a agravarse a finales del siglo. La iglesia anterior a la existente, cuyos cimientos han sido excavados, fue destruida en los ataques que realizaron Almanzor y Abd al-Maliq. En su lugar se construyó una iglesia nueva de la que se conserva la cripta y la cabecera.

### La consagración de la iglesia del sigloXI
A finales del siglo X, durante el reinado de Sancho Garcés III el Mayor, comenzaron los trabajos de construcción de una nueva iglesia para ocupar el sitio de la destruida por los musulmanes. En el año 1057 se consagraba la obra terminada. Se cree que el rey Sancho el Mayor fue educado en el monasterio, ya que hay un documento en el que se denomina al abad domino et magistro meo, lo cual explicaría la alta estima que este rey tenía por Leyre.
La iglesia del siglo XI es algo más pequeña que la actual. Se conserva de ella la cripta y la cabecera, puesto que las naves fueron demolidas para la ampliación del siglo XII.
El 24 de octubre de 1098 se ejecutó otra consagración del templo con gran pompa y boato según los documentos conservados. Para este tiempo ya empezaba a cambiar la situación de Leyre en el panorama eclesiástico navarro.

### Bajo el reino de Aragón
La muerte de Sancho Garcés IV de Pamplona, el de Peñalén, en 1076, fue muy sentida en los monasterios de Leyre e Irache, pues había sido un gran beneficiario de los mismos, antes de Sancho el de Peñalén el monasterio de Leyre contaba con un gran número de iglesias y monasterios agregados, 19 de donación real, con Sancho el de Peñalén se incorporaron a su patrimonio 36 más, cuatro de donación real. Tras su muerte, ante la imposibilidad de ser enterrado en el monasterio de Santa María la Real de Nájera que entonces era el panteón real, es probable que recibiera sepultura en Leyre. Los reyes Alfonso VI de León y Sancho Ramírez de Aragón entran en guerra para adueñarse del reino navarro. Es el aragonés quien consigue el objetivo y Navarra, entonces todavía reino de Pamplona-Nájera, queda unida a Aragón hasta 1134. En este periodo entra en rivalidad con el vecino y aragonés monasterio de San Juan de la Peña, en donde los reyes de Aragón habían establecido su panteón real, y se abre el pleito sobre de qué obispado depende el monasterio.
Este pleito duraría cerca de cien años. El 4 de mayo de 1100 el papa Pascual II se pronuncia sometiendo a Pamplona todas las iglesias de la diócesis, nombrando expresamente a Irache y Leyre. A esta decisión del papado le seguiría un periodo de treinta años de pleito abierto en el que Leyre llegó a perder su presunta exención canónica, que era la razón básica de su existencia.
El pleito hundió al monasterio en una profunda crisis con la que entra en el siglo XIII. Siendo abad Domingo de Mendavia, se empieza a estudiar el cambio de comunidad. Cuando el reino de Navarra cambia de casa monárquica con Teobaldo I, de la casa francesa de Champaña, con influencia de los monjes cistercienses, que van supliendo la decadencia de los Benedictinos del Cluny, al que Leyre había estado sumado junto con otros monasterios del Pirineo, se concreta el cambio de regencia. El abad fray Domingo de Mendavia denuncia el estado de indisciplina en que se halla su congregación y llega a Roma para pedir al papa el cambio de regencia. Hay documentación que avala que el abad había asegurado al rey Teobaldo el pago de mil maravedís de oro si los cistercienses entraban a regir el monasterio. En 1239 se pronuncia el paso de la regencia del monasterio de Leyre de la Orden benedictina a la Orden del Císter. La sentencia no fue acatada por los benedictinos, que durante 70 años mantuvieron una serie de luchas contra los del Císter por la posesión de Leyre, luchas entre monjes blancos y monjes negros.

### El Císter (siglos XIII-XIX)
Aunque la importancia del monasterio se había resentido mucho, es bajo la orden del Císter cuando este pasa a ser menos notorio. En 1237 se realiza este ingreso. Pero no será hasta 1269 cuando el Capítulo General del Císter decrete que Leyre sea una filial del monasterio de la Oliva, en Carcastillo, bajo el mando del mismo abad. Esta situación no se dilató mucho, pronto Leyre recuperaría sus abades propios con filiación directa a la abadía de Escaladieu, como lo estaba La Oliva y Fitero.
Bajo la orden del Císter se emprenden las reformas de la iglesia. En ella se sustituye el tejado de madera a dos aguas por una bóveda gótica, que se puede ver en la actualidad. Para realizar esa obra hubo que dotar de contrafuertes a los muros de la nave y construir un arbotante al tener que elevar su altura.
En 1562 se inician las obras de construcción del monasterio nuevo, que acabarían en 1640. Esta nueva construcción vino a sustituir al viejo monasterio que se encontraba en muy mal estado. La nueva ubicación, entre la iglesia y el valle, lo hace mucho más cómodo.
En 1569 habitaban en Leyre diez frailes y algunos seglares y el monasterio tenía una renta anual de 3000 ducados. Destaca en este tiempo la pobreza intelectual, tanto es así que en un informe se señala 

No se ha entendido hasta agora que en estos monasterios haya habido monjes letrados, ni que se haya ejercitado en letras alguno de ellos.

 Las Cortes Navarras llegan a pedir en 1583 que se mande a estudiar a los monjes a alguna universidad. 

#### Congregación de la Corona de Aragón
Tras los intentos en 1609 por parte del abad de La Oliva de formar una congregación en Navarra con los cinco monasterios cistercienses, La Oliva, Leire, Fitero, Iranzu y Marcilla
El 18 de abril de 1610, siendo abad Juan de Echaide, se dicta la incorporación de todos los monasterios navarros a la Congregación Cisterciense de la Corona de Aragón en aras a la corrección del problema de la escasa formación de sus miembros.
La medida de incorporar a los monasterios navarros a la Congregación aragonesa dio resultados positivos en 1632 cuando los cinco monasterios cistercienses navarros. Leyre podía enviar anualmente a tres monjes a los Colegios de Estudios Superiores de la Congregación. La vida espiritual volvió a surgir y nuevamente el monasterio de Leyre recuperó parte de su esplendor de otro tiempo. Cinco abades de Leyre fueron Vicarios Generales de la Congregación. La biblioteca resurgió y en ella se sabe que se guardaban libros, como el Libro de la Regla y el obituario, los breviarios monásticos y una importante Crónica latina de San Salvador de Leyre; algunos de ellos aún se conservan en el Archivo de Navarra.

### El difícil sigloXIX

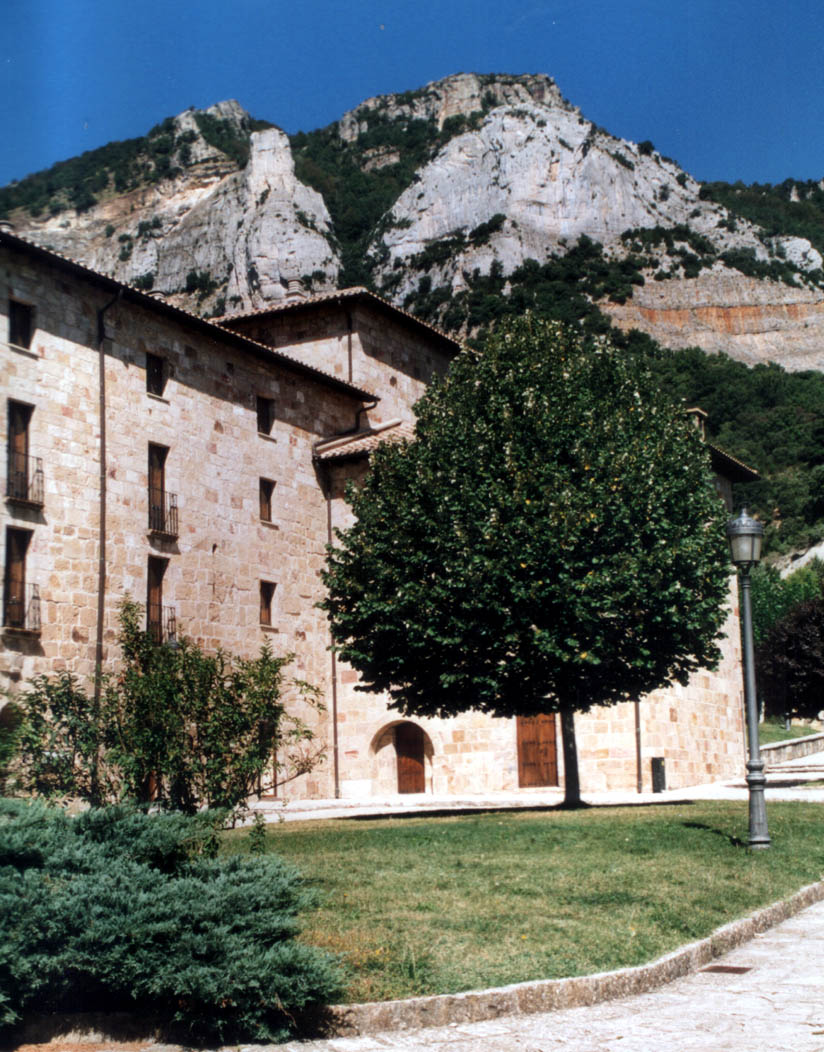
Monasterio de Leyre

El siglo XIX fue un periodo histórico desastroso para las órdenes religiosas y la Iglesia. El monasterio de Leyre fue abandonado en tres ocasiones por sus ocupantes. En las de 1809 y 1820 los monjes pudieron regresar, pero en la de 1836, debida a la desamortización de Mendizábal, el conjunto monástico fue abandonado hasta mediados del siglo XX.
En 1820 se incautan los archivos y la biblioteca. Las reliquias de los santos del monasterio se dispersan, las de san Virila se depositan en Tiermas y las de las santas Nunilo y Alodia en Sangüesa.
La desamortización de Mendizábal hace que el 16 de febrero de 1836 se cierre el monasterio. Contaba entonces el Leyre con una comunidad compuesta por once sacerdotes, dos estudiantes y cinco seglares. El conjunto monástico fue puesto a la venta pero nadie llegó a adquirirlo. Se utilizaba como sitio de refugio de los pastores, y el abandono y saqueo llevó a la ruina total del mismo. Hasta los huesos de los reyes navarros fueron arrojados por tierra al ser profanado el panteón real.
En 1844 la Real Academia de Bellas Artes de San Fernando de Madrid crea las Comisiones de Monumentos históricos y artísticos y en 1845 se empieza a actuar para salvar parte del patrimonio monumental de Leyre y en especial el panteón real. El 17 de mayo de 1863, después de tener noticias de que las tumbas de los reyes navarros habían sido profanadas, se trasladan los restos reales a la iglesia de Yesa.
El 16 de octubre de 1867 la iglesia de Leyre es declarada Monumento Nacional tras una intensa labor de la Comisión de Monumentos Históricos y Artísticos de Navarra, constituida en 1865 donde tres de sus miembros, Juan Iturralde y Suit, Maximiano Hijón y Pablo Ilarregui Alonso, desarrollan una labor fundamental para lograr su preservación como patrimonio nacional e iniciar las obras de restauración. En 1875 se reabre la iglesia de Leyre al culto. El monasterio permanece cerrado. Se trasladan los restos de los reyes de Pamplona y Navarra a su lugar, donde permanecerían hasta que en 1888 se comienzan las obras de mejora del templo.
El 8 de mayo de 1915, finalizadas las obras, se trasladan los restos de los primeros reyes de Navarra a la iglesia de Leyre. En la ceremonia de traslado Juan Vázquez de Mella dijo: 

Se dice que este monasterio es El Escorial del Reino; pero es más que El Escorial, porque no sólo fue monasterio y convento, sino el asiento de la realeza navarra. Era sede episcopal y alcázar regio, sala de Cortes y Concilios, faro luminoso de la cultura patria.

### La recuperación del monasterio
En 1935 se iniciaron excavaciones arqueológicas en la cripta y en la iglesia, descubriéndose los cimientos del antiguo templo. Después de la Guerra Civil empezó a tomar cuerpo la idea de restaurar el monasterio. La Diputación Foral de Navarra, a quien pertenecía el mismo, expuso lo siguiente: 
{{cita|Leyre es la reliquia mayor de Navarra. Tal vez no existiría Navarra si no existiese Leyre. En sus viejas piedras está la razón del Reino Pirenaico, que nació precisamente en estas sierras y en estas tierras. Fueron aquellos primeros reyes de la Reconquista casi legendarios, los Arista, los Jimeno y los Sancho, los que crearon y favorecieron el desarrollo del monasterio.
Impulsado por el entonces presidente de la diputación, el conde de Rodezno, y por el que luego sería obispo de Pamplona, Marcelino Olaechea, se promovió un proyecto de reedificación y restauración del culto en Leyre. Dicho proyecto, presentado por la Institución Príncipe de Viana y diseñado por el arquitecto José Yárnoz, fue aprobado por la Diputación navarra el 2 de noviembre de 1945. Nueve años después, el 10 de noviembre de 1954 se restauró la vida monacal. La comunidad benedictina regresó para hacerse cargo del monasterio. Los monjes que se asentaron en Leyre procedían de la congregación de San Pedro de Solesmes de la abadía de Santo Domingo de Silos.
El 6 de noviembre de 1965, el monasterio de Leyre recuperó la dignidad de abadía. Al año siguiente, el 1 de julio la Diputación entregó el monasterio a los benedictinos. En 1979 fue elegido el primer abad de esta nueva etapa que mantiene una treintena de monjes en Leyre. Ese mismo año se inauguró la nueva hostelería.

### Devoción mariana
A mediados de la década de 1970 se decide colocar una imagen de la virgen en el ábside de la iglesia. Se adquiere una imagen de la virgen de apariencia románica con el Niño Jesús en brazos obra del tallista y escultor valenciano José Luis López Furió. Hay constancia de que históricamente ha habido en el monasterio diversas imágenes de la virgen María a las que devocionalmente los monjes han llamado Santa María de Leyre. En ningún momento de su historia ha estado este monasterio bajo una advocación mariana. En Leyre se celebra la fiesta de la Nuestra Señora de la Santa Esperanza el 9 de julio coincidiendo con la Congregación benedictina de Solesmes, de la que es miembro la comunidad de Leyre, y coincide con la fiesta mariana de "María Madre de la Providencia" instaurada por el Vaticano en 1837.

## Arte y arquitectura
Dos son los elementos más relevantes del monasterio: por una parte, su privilegiada situación; por otra, las construcciones que lo componen, al ser algunas de ellas los ejemplares de románico más antiguos de Navarra. Así, en su iglesia, en particular en la cabecera y en la cripta, se aprecia un románico primitivo. El estado de conservación de estos edificios es muy bueno, aunque el mobiliario se ha perdido en el transcurso del tiempo.
En Leyre destaca la calidad de la piedra proveniente de canteras propias que se hallaban en las cercanías del monasterio, en plena sierra. La piedra es de color dorado con un veteado carminoso debido a la presencia de hierro con incrustaciones de cuarzo.

### Iglesia
La iglesia de San Salvador de Leyre constituye el elemento arquitectónico principal del monasterio. Mantiene partes de la construcción románica del siglo XI al siglo XII, como la cripta, los ábsides, la torre, la nave principal y el pórtico, conocido como Porta Speciosa, sobre las que se superponen elementos posteriores, como la bóveda gótica, el panteón de los reyes de Pamplona y una pequeña capilla, también gótica, que data de los siglos XIV y XV. Entre la imaginería destacan la imagen de santa María de Leyre, una talla de un Cristo muerto en la cruz del siglo XIV y el retablo de santa Nunilo y santa Alodia, del XVII.

#### Cabecera
La cabecera está construida sobre la cripta y fue consagrada, como aquella, en 1057. Se trata de la construcción románica más antigua de Navarra que se conserve en la actualidad, y una de las primeras de España. Sus tres ábsides de planta semicircular y altas naves cubiertas con bóvedas de cañón dan cobijo al altar, al coro con sillería plateresca y a la imagen neorománica de la Virgen del Leyre, obra de José López Furió.
De las tres naves, la central es más ancha que las laterales. El conjunto no guarda simetría al ser aquellas desiguales, siendo la izquierda más estrecha que la derecha. Por otra parte, sus arcos están sensiblemente rebajados tendiendo a la herradura. Los pilares tienen planta en cruz con columnas adosadas, sin basamento, y no son paralelos, sino que convergen en el sentado del ábside central. Los capiteles están decorados de forma muy austera, a base de bulbos, volutas y estrías. Los cimacios se decoran con motivos geométricos con rayas, círculos o puntillados. Sobre el ábside central, descentrado, se abre una pequeña ventana circular.

#### Nave
La nave central es románica y es el resultado de la gran ampliación que se realizó en el siglo XII, en el transcurso de la cual también se construyó la portada. Se proyectó más elevada que la cabecera y se cubrió con un tejado de madera a dos aguas. Las obras se consagraron en 1098. En el siglo siglo XVI se efectuó otra reforma, en la cual se cubrió la nave con una bóveda gótica. Esta bóveda cubre en un solo arco la anchura de la nave, 14 m, y está estructurada en cuatro tramos. Está decorada mediante medallones heráldicos situados en las claves.
La construcción de la bóveda conllevó el reforzamiento de los muros exteriores mediante contrafuertes y un arbotante.
En su muro norte, en un hueco cerrado por una verja de hierro del siglo XIV, se ubica el mausoleo de los reyes del reino de Pamplona. Los restos agrupados de más de quince miembros de la primera dinastía navarra se han recogido en un arcón de madera de roble con herrajes neogóticos. A su lado, un Cristo muerto en la cruz del siglo XVII. En el muro sur se abren dos ventanales con columnas adosadas y capiteles decorados. Por este mismo muro se accede a la capilla, con bóveda gótica del siglo XV, en que se halla un retablo renacentista del siglo XVII dedicado a las santas Alodia y Nunilo. El acceso a esta capilla se realiza a través de una portada románica del siglo XII en la que destaca, en su tímpano, un crestón jacobeo.

### Cripta
La cripta de Leyre no es una cripta al uso. No llega a ser subterránea ni hay evidencias de que se haya destinado nunca a ser un lugar de enterramiento. Destaca por sus dimensiones y altura, así como por sus grandes capiteles, que se alzan sobre pequeñas columnas. 
Fue construida para nivelar el terreno donde se alzaría la iglesia y servir como cimiento a la misma. Es de forma cuadrada siguiendo la forma de la cabecera del templo, por lo que dispone de tres ábsides circulares y cuatro naves iguales cubiertas por bóvedas de cañón. Una de ellas es más reciente que el resto, al estar en ese lugar la escalera que comunicaba la iglesia con la cripta. Se construyó en piedra caliza con cuarzo y hierro, lo que le ha dado una resistencia que le ha permitido su buen estado de conservación.
La cripta fue concebida con tres naves. Sin embargo, la nave central se dividió finalmente en dos por la arcada axial central, resultando en las cuatro naves que ahora se pueden admirar. Esta modificación influyó en el diseño del ábside central.
Los grandes capiteles son los que mantienen el peso de la cabecera del templo. Son todos diferentes entre sí, tanto en tamaño como en motivo de decoración. Algunos llevan enormes cimacios y van formando un bosque de pilares de triple codillo y de perpiaños peraltadísimos que refuerzan naves abovedadas. La decoración es muy sencilla, basándose en temas animales y geométricos. La cripta, junto a la iglesia, fue consagrada en 1057.
La puerta de entrada a la cripta, la más antigua de todo el conjunto monástico, es de un románico naciente, muy sobrio y rudo. Está formada por tres arcos de medio punto superpuestos y escalonados que apoyan directamente sobre las impostas, cuya única decoración es el bisel que le han dado a las arquivoltas.
Junto a la cripta está el túnel de san Virila que comunica con la cripta por medio de tres ventanas pequeñas y estrechas, que se abren en la pared oeste de la misma. Este túnel servía como salida del monasterio a los campos de los alrededores. En la actualidad está cegado y en su fondo hay una escultura, del siglo XVII, de San Virila, abad del monasterio durante el siglo X. Este personaje es el protagonista local de una leyenda, extendida por el Camino de Santiago, en la cual Dios le hace comprender el misterio de la eternidad.

### Porta Speciosa
La Porta Speciosa (puerta preciosa) es el pórtico que se construyó durante la primera ampliación de la iglesia original en el siglo XII. En ella hay constancia, por el tema de uno de los capiteles en el que aparecen dos aves con los cuellos entrelazados picándose las patas, de que trabajó el maestro Esteban, autor de la puerta de las Platerías de la catedral de Santiago de Compostela. En la construcción de este pórtico se reutilizaron elementos provenientes de otros lugares y trabajaron diferentes maestros de la época, lo que ha hecho muy complicado darle un significado al conjunto. La puerta está protegida por una visera y sobre ella hay un ventanal de transición y un matacán ya de la construcción gótica.
La Porta Speciosa está formada por tres partes diferenciadas:

##### Tímpano
El tímpano circular situado sobre las puertas contiene seis figuras. La central y más importante es el «Salvador», del que toma el nombre el monasterio. A su derecha se representan la Virgen María, san Pedro y otra figura. A la izquierda, san Juan y otras dos figuras que no han sido identificadas y de las que se cree que representan a otros evangelistas. Sostienen el tímpano sendas ménsulas en forma de toro y león. El conjunto se halla rodeado por una corona de palmetas.

##### Arquivoltas y columnas
Las cuatro arquivoltas que se ubican sobre el tímpano están decoradas por representaciones de seres reales y fantásticos con motivos vegetales y animales en una armonía típica del románico.
Las columnas, tres de cada lado, están coronadas por capiteles decorados con temática variada. De izquierda a derecha, los capiteles representan leones protegiendo a sus crías, personajes en cuclillas típicos de Jaca, aves con los cuellos entrelazados picándose las patas, o una cabeza aprisionada por tallos y hojas de acanto. La puerta está partida por un parteluz de mármol.
En los laterales hay figuras de santos apoyados sobre leones.

##### Friso
Por encima de las arquivoltas se encuentra el friso. En él se representan escenas y personajes bíblicos. De izquierda a derecha, en la línea más alta están representados san Miguel, Santiago, el Salvador, san Pedro, san Juan, escenas del martirio de las santas Nunilo y Alodia, un monstruo apocalíptico, el demonio atrapando un alma, la danza de la muerte y Jonás con la ballena. En la línea inferior se representan mediante figuras estilizadas a la Visitación, la Anunciación, un obispo o santo y un ángel trompetero, y a la izquierda otro obispo con báculo y evangelio, otro ángel trompetero y la cabeza de un hombre.

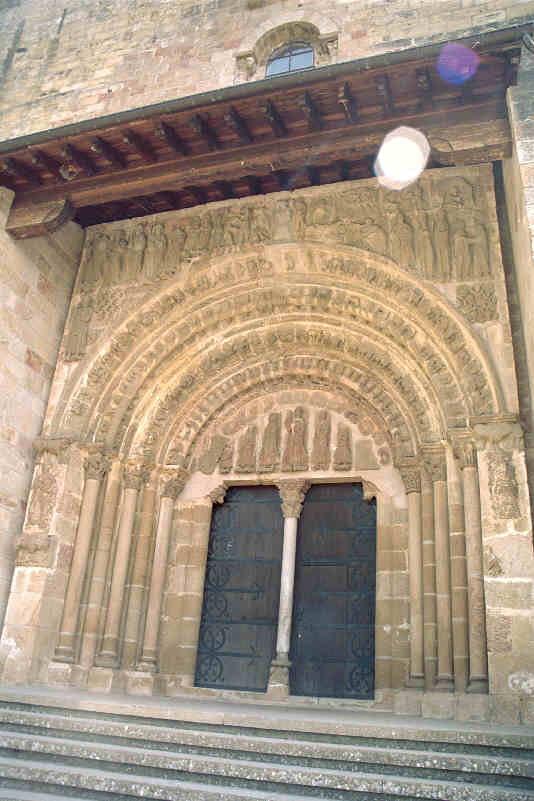
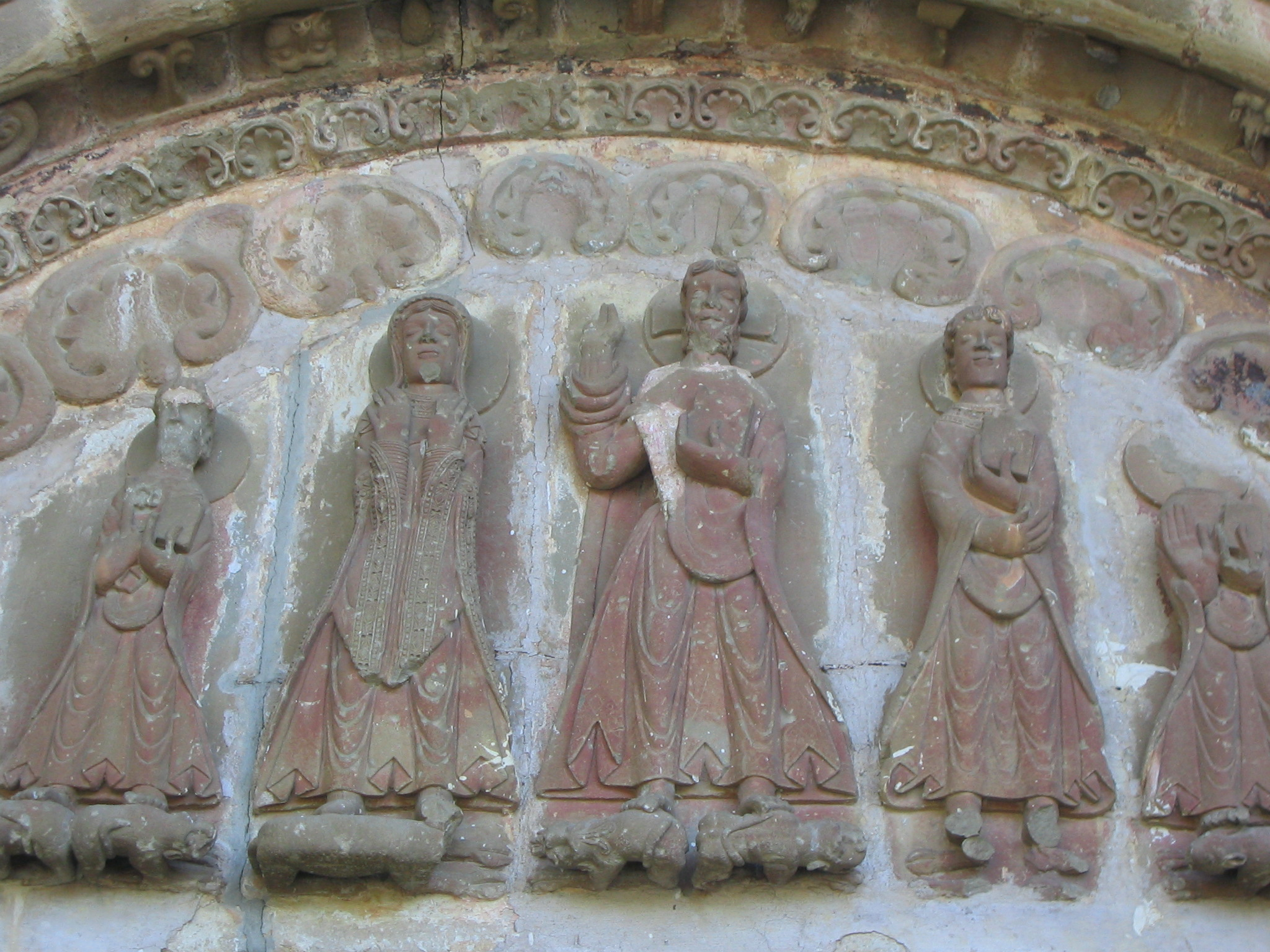
Tímpano
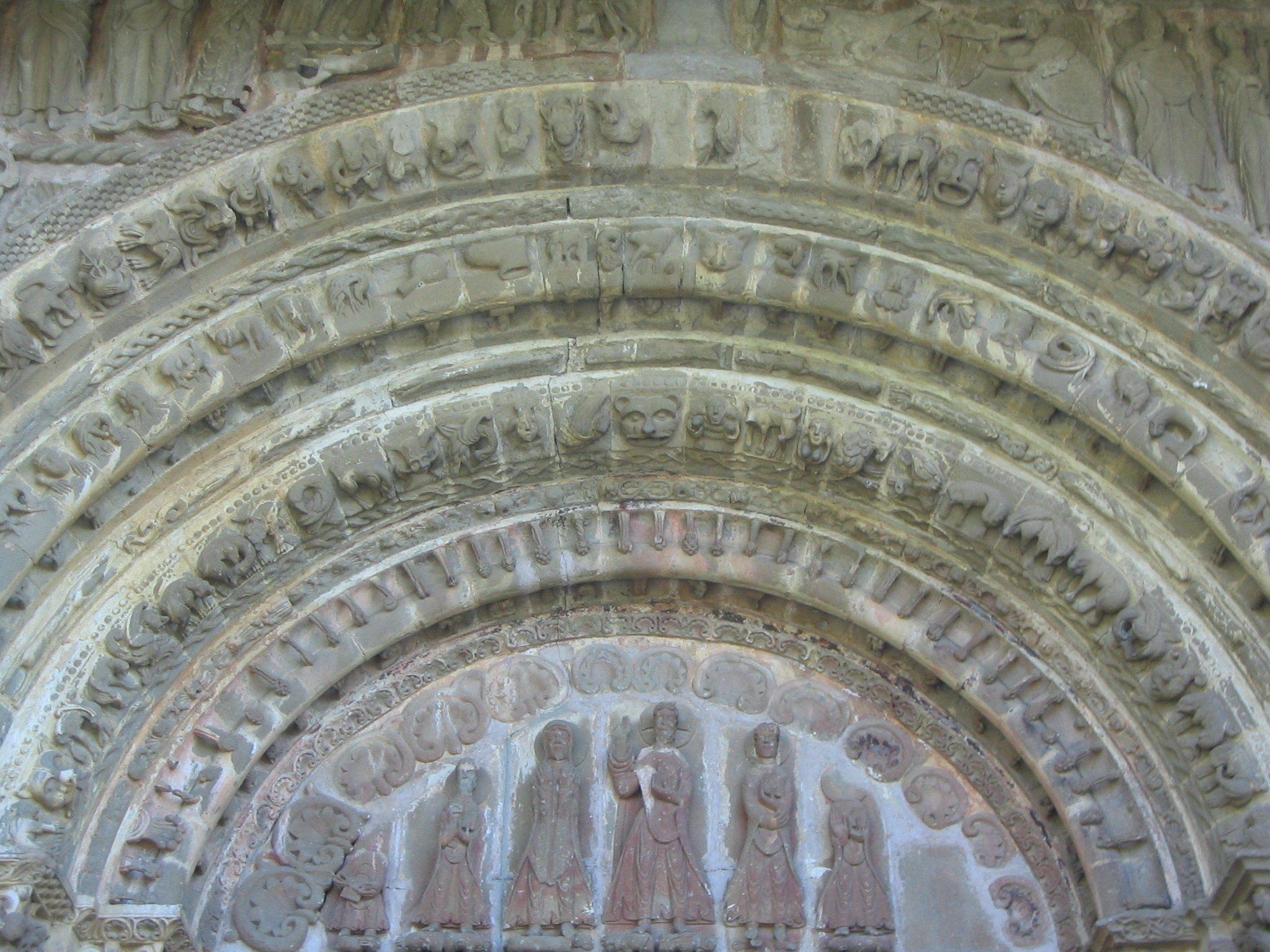
Arquivoltas
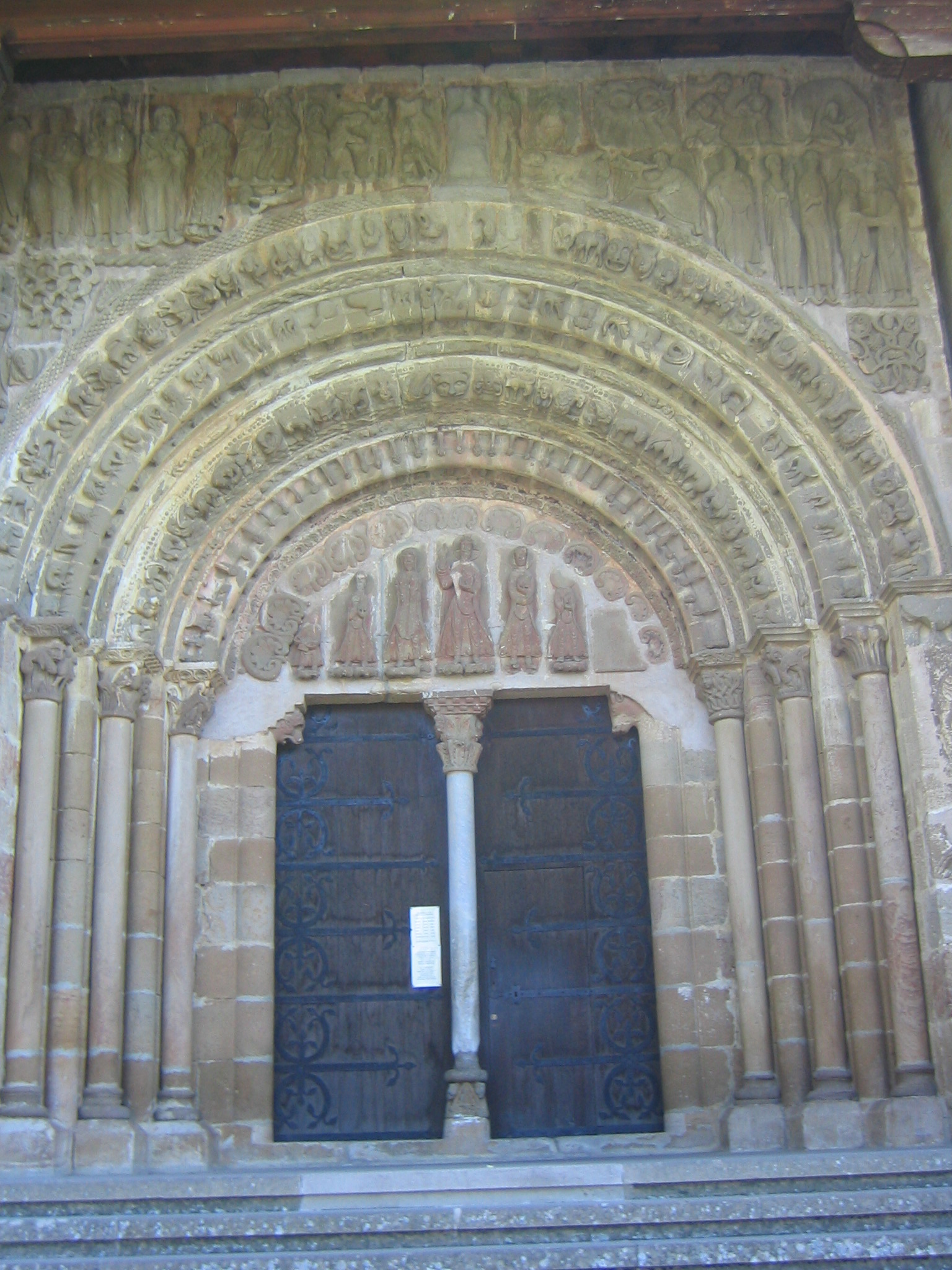

### Ábside y torre
La torre tiene forma cuadrangular, casi cuadrada, con ventanas de triple arquillo en todos sus costados. Estos arquillos están sostenidos por columnas simples, sin capiteles ni decoración.
Los ábsides circulares tienen angostos ventanales y un alero que es una cornisa compuesta de bloques biselados sobre modillones decorados con motivos varios, cabezas humanas, animales, lazos, bolas, atributos... Las paredes están limpias sin decoración o elemento alguno. Este tipo de construcción fue común en ese tiempo, primera mitad del siglo IX, en Europa y luego, posteriormente, por la península.
El ábside y la torre junto a las fachadas de los monasterios nuevo y viejo forman un armonioso conjunto que caracteriza el lugar, siendo uno los rincones más típicos del monasterio.

### Patio de la hospedería
A lado norte de la iglesia se halla el patio de la hospedería. En este lugar se alzaba el claustro románico del antiguo monasterio. Este claustro desapareció en el espacio de 118 años de abandono al que se vio sometido el conjunto monumental en los siglos XIX y XX; solo se conserva un capitel hallado en unas excavaciones.
En este espacio destacan el gran arbotante gótico y la puerta de acceso a la iglesia. La puerta, situada en la pared norte de la cabecera, es románica. Un poco más trabajada que la de la cripta, está formada por tres arcos escalonados, dos de ellos descansan sobre capiteles y columnas.

### Monasterios
Son dos los edificios que se dedicaron a monasterio en el complejo de Leyre. Uno de ellos, el conocido como monasterio viejo, data del siglo IX, pero del mismo únicamente quedan algunos lienzos de muro y un torreón. El muro norte es original, está realizado en una sillería muy anárquica que le da cierto aire de fortaleza. En él se pueden ver la primitiva y sencilla portada, así como las ventanas asaetadas, algunas terminadas en arco de herradura. En su lado noreste se levanta un torreón de planta cuadrada. Este monasterio tuvo un claustro románico que desapareció en el periodo que las instalaciones estuvieron abandonadas después de la desamortización de Mendizábal entre 1836 y 1954. En esa época se construyó entre los restos del monasterio viejo, respetando el estilo y los materiales, un edificio para albergar la hostelería. Este nuevo edificio, junto con la iglesia, conforma el patio de la hostelería donde se ubicaba el antiguo claustro.
A mediados del siglo XVI se decide construir un nuevo monasterio al estar el antiguo en muy mal estado. El monasterio viejo quedaba al norte de la iglesia, entre esta y la sierra; el nuevo se levanta al sur, entre la iglesia y el valle. Es un edificio de 53 m de largo por 43 de fondo, con cuatro plantas, pegado al muro sur de la iglesia, realizado en estilo aragonés. La planta baja y los tres primeros pisos están hechos en sillería con piedra de las canteras de Leyre, el último en ladrillo pálido. Este último piso tiene una serie de arcadas que se van alternando entre ciegas y abiertas. El tejado tiene un gran alero volado tallado por Tomás de Gastelu, vecino de la cercana localidad de Lumbier. Las obras comenzaron en 1562 y finalizaron en 1640.

### Arqueta de Leyre
Entre las joyas del monasterio, actualmente custodiada en el Museo de Navarra, en Pamplona, está la denominada arqueta de Leyre, una obra hispano-árabe delicadamente tallada en marfil que muestra una serie de relieves de tipo geométrico, vegetal y humana. Fechada en 1005, está firmada como Obra de Faray con sus discípulos. Su esquema se adapta al generalizado en este tipo de piezas.

## Santos y advocaciones
Además de la advocación principal de San Salvador, hay una serie de santas y santos estrechamente vinculados con este cenobio: las santas hermanas Nunilo y Alodia, San Sebastián y San Virila.

### San Virila
La leyenda cuenta que Virila, abad del monasterio de Leyre, era un monje muy preocupado por entender el misterio de la eternidad. Por comprender cómo era posible vivir eternamente sin llegar a aburrirse y, por lo tanto, dejar de ser feliz. En aras de comprender dicho misterio, Virila pedía a Dios en sus oraciones que le diera la clave de su comprensión, la ayuda necesaria para poder desvelar la preocupación. 
Un día se encontraba el abad paseando por los alrededores del monasterio, llegó a una fuente y se dispuso a descansar. En aquel mismo momento el canto de un ruiseñor lo ensimismó y allí quedó Virila escuchándolo. Cuando reaccionó ya era tarde y se dirigió, rápidamente, al monasterio para llegar a las obligaciones del día. Cuando llegó a la puerta, el monje portero le impidió el paso puesto que no conocía al que debía ser su abad. Virila tampoco reconoció al monje. Tanto insistió, que le dejaron pasar y se fue integrando en la vida monástica sin entender cómo era posible que todos los monjes de Leyre le fueran desconocidos, y los mismos no le reconocieran a él. Pasado el tiempo un monje curioseando en los antiguos libros de historia de la congregación descubrió que hacía más de 300 años había existido un abad llamado Virila que desapareció en el bosque. Hecha la revelación cuando todos estaban reunidos en la sala capitular, se abrió la bóveda de la misma y una voz se dirigió a Virila diciéndole: «si tan pronto te pasaron los trescientos años escuchando el canto de un ruiseñor, imagina cómo pasará el tiempo en compañía del Altísimo». De esta forma Virila comprendió el misterio de la eternidad.
La leyenda, muy usual en todo el Camino de Santiago, va tomando personaje principal en cada lugar. En Leyre le correspondió a Virila, o Viril, que fue abad en el siglo X. Hay base documental del año 928 donde nombran al abad Virila. En tiempo de Sancho el Mayor ya se le daba culto a este santo local tal y como se acredita en varios documentos en que lo asocian a las santas Mártires Nunilo y Alodia. Los cistercienses incluyeron a Virila entre los santos formales y se conservan sus reliquias hasta la actualidad. Se ha ubicado en la sierra que rodea el monasterio una fuente con su nombre.

### Santas Alodia y Nunilo
Las figuras de santa Alodia y Nunilo están muy relacionadas con el monasterio de Leyre desde muy antiguo. Estas dos hermanas nacieron hacia el año 830 en Adahuesca, al lado de la fortaleza de Alquézar en Barbastro, y pertenecían a familias acomodadas. Su padre se convirtió al islam y tomó el nombre de Mu-ladi, mientras que su madre permaneció fiel al cristianismo.
Un 21 de octubre de un año anterior a 848 fueron decapitadas después de sufrir martirio en la ciudad de Huesca por confesar su fe cristiana. Contaban entonces con 18 y 14 años de edad, respectivamente. Los restos mortales de dichas hermanas fueron trasladados al monasterio de Leyre y permanecieron en él hasta que se perdieron en el periodo de abandono que siguió a la desarmortización de 1862. 
Los restos mortales de las santas, se guardaron como reliquias, en una arqueta arábigo-persa. Los avatares históricos han esparcido las reliquias, que se hallan, algunas en Leyre, y otras en Adahuesca. 
La devoción por estas santas fue muy popular en Navarra, luego se extendió a La Rioja y, en el siglo XVI, a Toledo. También en Andalucía, donde son patronas de Huéscar y Puebla de Don Fadrique, debido a que en 1491 el conde de Lerín y condestable del reino fue exiliado del reino de Navarra y marchó a la conquista de Granada con sendas imágenes de estas santas.
San Eulogio de Córdoba hace mención expresa del martirio de estas santas, cuya devoción es ya firme en el siglo XI.

### Onomástica
La Festividad de Santa María de Leyre se celebra principalmente el día 9 de julio, fiesta de Nuestra Señora Reina de la Paz. También se celebra el día 15 de agosto, fiesta de la Asunción de la Virgen.

## Cuna del romance navarro
Aunque de una forma compartida con otros territorios emergentes, al foco religioso primordial e irradiador del monasterio de Leyre le acompaña un papel cultural y lingüístico relevante en la génesis de los dialectos iberorromances como el navarro y, en unas etapas iniciales, del aragonés que, en estas primeras fases cabe llamarlo más propiamente navarroaragonés todavía. 
Este nacimiento del romance navarro «ocurre en un medio vascohablante» donde se desarrolla «y, a través de él y a su costa, se difunde social y territorialmente.» Esta «situación primigenia» es «común con el castellano, al menos en parte, según el alcance que cada cual otorgue, respecto a éste, al sustrato vascónico, indubitable para el caso de Navarra, donde la convivencia personal ordinaria —no ya la estricta de adstrato— se ha mantenido hasta el presente (en muy variable grado, según las épocas y zonas).»
Para el filólogo Fernando González Ollé, junto al espacio riojano donde surge coetáneamente una actividad monacal relevante (San Millán de la Cogolla), cabe situar uno de los focos de formación de estas lenguas romances. El espacio bañado por el curso medio del río Aragón, entre Tiermas y Gallipienzo, así como por el río Onsella (Valdonsella), una región posteriormente disputada por aragoneses y pamploneses donde se verifica el nacimiento, primero, del reino de Pamplona, a la par que el condado de Aragón que, más tarde, se convertirá en reino, compartiendo incluso los ocupantes del trono, pero con una expansión superior en terreno y tiempo al anterior hasta finales de la Edad Media. En aquellas primeras etapas hay constancia documental del surgimiento de Sancho Garcés I (905-925) en los aledaños de la sierra de Leire, cuyo dominio de Pamplona en los albores del siglo X «produce una impresionante expansión territorial. En un primer momento el rey pamplonés llega hasta la ribera del Ebro; luego, unido a Ordoño II de León, conquista Arnedo y Calahorra (perdida y recuperada), para culminar con la toma de Nájera en 923.» Estos progresos territoriales conlleva «forzosas implicaciones lingüísticas».
La documentación legerense (desde el año 842), mediante la onomástica y la toponimia, arroja rotundas evidencias de una coexistencia entre vascuence y romance. Pero tampoco cabe duda que en las tierras riojanas y ribereñas del Ebro, los pamploneses «tuvieron que encontrarse necesariamente con el romance autóctono de tales territorios como lengua habitual de su expresión oral.» El establecimiento de la Corte durante largo tiempo («in palatíís Regís se datan con frecuencia los documentos reales») en este nuevo espacio geográfico «hubo de contribuir a consolidar —en la hipótesis poco verosímil de que su situación lo requiriese— el empleo del romance en la Corte (con la consiguiente nivelación entre ambos dialectos)».
En el entorno de Leyre, durante el siglo IX, la eclosión cenobítica constatada por San Eulogio de Córdoba (Leyre, Igal, Burdaspal, Usún, Siresa, etc) parece consecuencia de la presión musulmana sobre refugiados del desaparecido reino visigótico sirviendo de correa de transmisión para dar continuidad a la tradición cultural latina de aquel desaparecido reino. El testimonio arrojado por el mozárabe cordobés gana importancia en «una de las figuras más cultas de la ilustrada mozarabía cordobesa» para quien el hallazgo en tales centros monásticos de valiosos manuscritos con obras latinas y paganas que le eran desconocidos motivan el registro escrito de su sorpresa y le llevan «a hacerse copiar un buen número de aquellos volúmenes para llevarlos a Córdoba».

## Panteón Real
La figura del monasterio de San Salvador de Leyre como panteón real del reino de Pamplona, más tarde, reino de Navarra, ha sido discutida en ocasiones. Antes de publicarse la obra de José Goñi Gaztambide Los Obispos de Pamplona se daba por sentado el hecho de que los primeros reyes pamploneses y sus familiares fueron enterrados en Leyre. Esta hipótesis se asentaba en el hecho de que, durante el periodo de dominación musulmana da la península ibérica, las autoridades civiles y religiosas pamplonesas se refugiaron en Leyre desde el 860 hasta 1023, y en las notas de San Eulogio de Córdoba que dijo: 

Leyre fue durante bastante tiempo monasterio y sede episcopal, palacio real y panteón regio.

En el siglo IX, de Pamplona hacia oriente hay varias familias cristianas relevantes que llegan a estar enfrentadas entre ellas y en ocasiones pagan tributos a los dominantes musulmanes con sede en Zaragoza. No hay todavía un poder unificado y definido, lo cual impide la existencia, en ese tiempo, de lo que se entendería como panteón real. La primera noticia documentada de un obispo en Pamplona es del año 829. En ese tiempo los monasterios tenían una dependencia muy directa de las familias poderosas. La relación de Leyre con los regentes en Pamplona era fuerte, como evidencian las donaciones que estos hicieron al mismo durante el transcurso de la historia, llegando incluso a ser monje del mismo el rey Fortún Garcés en el siglo X.
La importancia de San Salvador de Leyre dentro del reino de Pamplona y la relación que sus reyes tenían con el mismo permiten sostener que su lugar de enterramiento fuera Leyre. Lo que no se sabe es la ubicación y tipología de las tumbas. No hay evidencia alguna de que la cripta fuera utilizada como lugar de enterramiento, y se estima, en similitud del reino de Asturias de aquel tiempo, que los enterramientos podrían haberse hecho en el pórtico de la iglesia.

### Los enterramientos reales
La documentación sobre el enterramiento de Sancho Garcés I (fallecido en el año 925) y de su hijo García Sánchez I (fallecido en 970) dice que fueron enterrados en Sancti Stefani pórtico (pórtico de San Esteban), el cual se ha venido asignando al castillo de Monjardín en Deyo (antes castillo de San Esteban, aunque hay otra hipótesis más reciente que hace referencia al castillo de Valderresa a orillas del Ebro). La conquista de Nájera y el establecimiento del centro del poder en esa ciudad no hacen que Leyre pierda relevancia. Hay constancia de que en el año 991 el rey de Viguesa, Ramiro, hijo de García Sánchez y la reina Teresa, fue enterrado en Leyre. La otra esposa de García Sánchez, Andregoto Galíndez, se establece en Lumbier, cerca de Leyre, después de romper con el rey. Esto hace verosímil la hipótesis de que se enterrara en el monasterio. 
A partir de que García Sánchez el de Nájera, fundara el monasterio de Santa María la Real de Nájera en 1053 se estableció allí el panteón real, pero se mantuvo viva la idea de que en Leyre descansaban los primeros reyes del reino. En el periodo de dominio aragonés sería el monasterio de San Juan de la Peña el panteón real y luego, ya como reino de Navarra, la catedral de Pamplona, si bien hay enterramientos reales en otros sitios, como la Basílica de Saint-Denis (Luis I el Hutin, Juan I, el Póstumo, Felipe II, Carlos I o Juana II), o como los de Francisco I,Catalina I de Navarra y su esposo, Juan III de Albret, o Enrique II en la catedral de Nuestra Señora de la Asunción en Lescar.

### La reaparición de las tumbas
La tradición mantenía que en el muro sur, el izquierdo del altar, estaban los restos reales. Por ello cuando se procedió al derribo del mismo, el 13 de agosto de 1613, el abad Juan de Echaide, juzgó necesaria la presencia del obispo de Pamplona y de otras autoridades entre las que se encontraban el historiador fray Prudencio de Sandoval y el vizconde de Zolina y señor del castillo de Javier Juan Garro. Ya tenían preparadas (por encargo de Jaun Garro) unas arquetas de madera talladas y sobredoradas para recoger los restos, y en dichas arquetas se habían escrito los nombres de los reyes que iban a contener. Se depositaron junto al muro de la sacristía. La lista de los nombres se basó en el Libro de la Regla, un códice de los siglos XI y XII. Existe la probabilidad de que el libro haya sido manipulado en algún momento, con el objeto de mantener la reivindicación de panteón real, lo que aumentaba la importancia del monasterio, y por ello que la lista de nombres tuviera algún error. Lo cierto es que la normativa vigente en los siglos del IX al XII no permitía que se enterrara dentro de la iglesia, así que se debía de realizar en el pórtico de la misma, ni que se pusieran inscripciones sobre la identidad del difunto.
El emparedamiento de los restos reales en el arco adyacente al altar se produjo durante el tiempo que el monasterio estuvo regentado por los cistercienses. No se saben las razones por las que se produjo el mismo. La incorporación de la Navarra peninsular al reino de Castilla en 1512 ha sido uno de los motivos por los cuales se hizo dicha ocultación. El derribo del muro se debió a la necesidad de construir una nueva sacristía en el contexto de la edificación del monasterio nuevo.

### El traslado a Yesa
Cuando en 1836 se decreta la desamortización de Mendizábal, el monasterio es abandonado y se empieza a utilizar como refugio de pastores y labriegos. En 1863 se produce la profanación de las arquetas que contenían los restos reales, y éstos quedan esparcidos por el suelo de la iglesia. El 17 de mayo de 1863 el cura y el alcalde de Yesa suben a la iglesia de Leyre a recoger los huesos de las tumbas profanadas en ese periodo de abandono. Recogieron también doce tablas viejas que tenían los siguientes nombres:
- Sancho Garcés
- Ximeno Íñiguez
- Íñigo Arista
- García Íñiguez
- Fortuno VIII
- Sancho Abarca
- García Sánchez
- Sancho García
- Ramiro XIII
- Andrés Príncipe
- Martín Phoebo Príncipe
- Siete reinas

Ya en 1845 la comisión de Monumentos Históricos se había interesado por los restos reales, pero no llegaron a tiempo de impedir la profanación. Los restos recogidos por el cura y el alcalde de Yesa fueron trasladados y depositados en la iglesia parroquial del pueblo.

### Intentos de traslado a Pamplona
En 1865 se intenta trasladar los restos a la catedral de Pamplona, para lo que piden autorización a la reina Isabel II. Acordado y organizado el traslado, que se quería hacer con presencia real, se fue retrasando por diversas cuestiones hasta que en 1867 se frustra definitivamente. 
En 1902 renace el plan de traslado a Pamplona pero de nuevo es abortado. Este nuevo plan, debido a la Comisión de Monumentos de Navarra, pretendía reunir en la catedral de Pamplona a todos los reyes enterrados en diversos lugares. En 1912 se volvió a repetir el intento de traslado a Pamplona.

### Vuelta a Leyre
La iglesia de Santa María de Leyre se reabrió al público en 1875 y se subieron los restos a su lugar de origen. Unos años más tarde, en 1891, se volverían a bajar a Yesa por las obras que se realizaron en la iglesia. En esta ocasión se les dotó de un sarcófago de mármol. 
Una vez acabadas las obras que habían comenzado en 1888, se decide devolver a los reyes a Leyre. Se realiza una arqueta de madera de roble con grabados neogóticos de forja, la cual iría encerrada en un mausoleo blanco labrado.
El 8 de julio de 1915 se celebró el acto al que asistieron todas las autoridades civiles y religiosas y mucho público. En ese acto fue donde en el discurso de Vázquez de Mella se dice: 

Se dice que el monasterio es El Escorial de este reino, pero es más que El Escorial, porque no sólo fue monasterio y convento, sino asiento de la realeza navarra...

 El mausoleo se situó en el centro del presbiterio. En 1951 se trasladó a la entonces llamada capilla de San Benito, actualmente de El Santísimo. El 21 de octubre de 1982 se traslada, sin el mausoleo de mármol, al lugar actual, en el muro norte protegida por una reja de hierro forjado.

### Los personajes que se hallan en Leyre
La lista de nombres que contenía la arqueta y que estaba basada en las tablas halladas en 1863 y éstas en la lista confeccionada en 1613, que se basaba en el libro necrológico del monasterio que databa del siglo XIII, es la siguiente:
- Íñigo Arista, primer rey de Pamplona entre los años 810-820 y 852
- Jimena, mujer de Íñigo Arista
- Jimeno Íñiguez
- Íñigo Jiménez, 842, hijo del rey Jimeno; este rey fue coetáneo a su hermano García Jiménez. Las noticias de este monarca son escasas y la mayor parte de la documentación falsificada.
- García Íñiguez de Pamplona (805-70), rey de Pamplona. Fue regente desde 842.
- Fortún Garcés, rey de Pamplona (882-905). Último rey de la dinastía Íñiga.
- Sancho Garcés I (¿865?-925), rey de Pamplona entre 905 y 925.
- García Sánchez I, rey de Pamplona (925-970) y conde de Aragón (943-970)
- Sancho Garcés II Abarca, rey de Pamplona (970-994) y conde de Aragón (943-994).

## Servicios del monasterio
El monasterio de Leyre y la comunidad que habita en él mantienen una serie de servicios destinados a los visitantes. Estos servicios están, en su mayor parte, relacionados con la vida monástica y religiosa. La participación en los oficios religiosos que se celebran en iglesia de Santa María de Leyre está abierta al público en general. En estos oficios los monjes suelen cantar en gregoriano y latín.
Hay una hospedería y un restaurante para dar servicio a cualquier visitante. Más especial es la hospedería monástica que ofrece una estancia en contacto íntimo con la comunidad benedictina. En este caso solo pueden acceder a ella los hombres, ya que las mujeres no tienen permitida la entrada al convento.

### Hotel hospedería
Con la restauración del monasterio se construyó, sobre los restos del monasterio viejo, la nueva hostelería que fue inaugurada en 1979. La obra, hecha con cuidado en el respeto del monumento, ha proporcionado un hotel hospedería de 32 habitaciones, 18 dobles, once sencillas, dos cuádruples y una triple, así como un restaurante con dos comedores.
El monasterio dispone de un servicio de visitas guiadas tanto para particulares como para grupos.

### Hospedería monástica
Junto al servicio de hospedaje normal existe la posibilidad del hospedaje en la hospedería monástica en las estancias propias del monasterio. Este servicio, al estar restringida la entrada al monasterio a las mujeres, sólo es posible para los hombres. La comunidad dispone de algunas habitaciones, unas ocho celdas, destinadas a este fin. Los huéspedes deben acatar y cumplir con los principios de la vida monacal. El tiempo de estancia está limitado a ocho días y a tres veces en un mismo año.
La finalidad de esta hostelería es la de acercar al huésped al espíritu de paz y sosiego y el acercamiento a Dios. Por ello la aportación económica puede ser acordada teniendo en cuenta posibles dificultades en la economía del interesado. Aun cuando la comunidad de Leyre es una comunidad orante encaminada a compartir el diálogo con Dios en serena armonía, la hostelería está abierta a personas no cristianas, alejadas del dogma católico que quieran utilizar el clima de paz y tranquilidad para sus propias reflexiones. Se recomienda acudir al monasterio en una situación mental y espiritual estable, ya que acudir a un monasterio en «situaciones difíciles de mente o cuerpo, puede resultar contraproducente e insatisfactoria».

#### La vida en la comunidad
La Orden Benedictina trata de ser fiel a la regla de San Benito y a los Evangelios, para lo cual siguen unas directrices concretas que debe acatar y cumplir el huésped. La comunidad está dedicada a la oración litúrgica y el huésped no debe interferir, sino al contrario, participar de la misma.
El acceso a la iglesia y al refectorio se hará por el recorrido que se le señale al ingreso. Puede pasear por las galerías del claustro inferior sin acceder al resto del monasterio que está reservado a los monjes. La salida al exterior se puede realizar por cualquier puerta, pero debe asegurarse que esta queda bien cerrada. El uso de teléfono fijo para llamadas exteriores se hará desde el teléfono de la portería, los que hay en las celdas son para uso interno y se pueden recibir llamadas exteriores con mesura.
Se procurará permanecer en silencio y no hacer ruido, no se puede discutir por diferencias políticas o ideológicas. Después de Completas el huésped se retirará a su celda no pudiendo permanecer en otras dependencias diferentes a ella. El huésped debe estar en el interior del monasterio antes del cierre del mismo a las 21:30.
El uso del tabaco solo está permitido en la celda y en la antesala de la hospedería. La comida se sirve a las horas establecidas y hay que estar unos minutos antes de las mismas en el claustro bajo. La comida es la establecida para la comunidad y únicamente para ella y los alojados.
La realización de charlas de ayuda espiritual o confesiones se realizará por mediación del monje encargado de la hostelería.
Los huéspedes deben respetar el horario del monasterio aunque el acudir a los oficios no es obligatorio.

## Vida monástica
El monasterio de San Salvador de Leyre, como cualquier otro conjunto religioso, consta de dos partes diferenciadas que se complementan. La parte arquitectónica y artística y la parte espiritual y religiosa. En Leyre esta última parte está definida por la Orden de monjes que rige el monasterio, la Orden Benedictina que se basa su práctica en la Regla de San Benito y en la oración litúrgica, su lema es PAX. Para San Benito, como bien lo define en prólogo de su Regla, un monasterio es «una escuela al servicio del Señor». Esto hace que el monasterio sea la base fundamental de la existencia de la comunidad cuyos vínculos deben llegar a ser afectivos al grado de familiares. El monasterio debe hacer fácil, natural y flexible la relación con Dios.
Los benedictinos practican la vida contemplativa, que es la que da prioridad y preferencia al ejercicio de la oración y se establece como un ideal puro de vida cristiana. La relación del hombre con Cristo, la que busca el monje de Leyre, viene señalada en tres ocasiones en la Regla de San Benito; 

Nada anteponer al amor de Cristo (Reg. cap. IV).
Los que nada estiman tanto como Cristo (cap. V).
Nada absolutamente prefiera a Cristo (cap. LXXII).

 La relación debe ser muy personal, muy directa llegando a la intimidad. Los monjes benedictinos han de ser hombres de fe, disfrutando del gozo de la misma y hombres de oración, que se opongan al activismo y a la agitación, haciendo de la oración el más alto valor religioso. Se cultiva la caridad entendida como el amor a Dios y la convivencia fraternal.
Los monasterios benedictinos solo mantienen lo principal;
- Estabilidad, contra el peregrinar de los monjes andariegos.
- Vida en común, contra el egoísmo del aislamiento.
- Un Abad, como principio activo de autoridad.
- Un orden en la vida.

Junto a la caridad, la disciplina es una de las directrices importantes. La caridad, propiciada por la vida en común, es el amor al prójimo y lucha contra el egoísmo. La disciplina se eleva contra el protagonismo y la originalidad, concretándose en la obediencia y el cumplimiento de la Regla. De estas directrices nacen los tres votos que procesan los monjes benedictinos:
- Estabilidad: Permanencia y perseverancia en un monasterio.
- Conversión de costumbres: Que la entrega a Dios sea real y no una pura fantasía.
- Obediencia según la Regla: Sometiéndose a la autoridad de un jefe.

El voto de Obediencia según la Regla solo puede llevarse a cabo con la figura del abad. El abad debe ser «la representación de Cristo en el monasterio». Gobierna el mismo en sus tres vertientes, la espiritual, la docente y la de gestión.
Para que estos objetivos que se persiguen en la vida monástica puedan llevarse a cabo es imprescindible el silencio. El silencio es el que permite, en la oración, oír a Dios.
La oración culmina con el Oficio Divino y la Sagrada Liturgia, donde el Sacrificio Eucarístico es el centro. La oración es el centro de la vida benedictina.
La vida de un monje está basada en la caridad fraterna, sin caridad no se puede mantener la relación fraternal de la vida monástica ni la entrega a Dios. La Regla dice: 

Este es el celo que con ferventísimo amor ejercitarán los monjes, es decir: que se prevengan unos a otros con honores; súfranse pacientísimamente los defectos del alma y cuerpo; préstense a porfía obediencia mutua; ninguno busque su propia utilidad, sino más bien la del otro; tribútense una casta caridad fraterna.

 La búsqueda de Dios por medio de Cristo pasa por la Pasión, por la mortificación que el monje debe seguir. Mortificación espiritual que significa «la renuncia voluntaria a la propia voluntad».
El rechazo de la riqueza, de los bienes materiales que estorban el camino de hacia Dios da como resultado la pobreza. La consecuencia de esta pobreza es el trabajo necesario para el mantenimiento de la vida. El trabajo es el elemento más contribuyente al equilibrio de la vida benedictina.
La dirección espiritual y la instrucción litúrgica son las formas de apostolado que una comunidad benedictina ejerce. Esto se concreta en la apertura de la iglesia monástica a quien quiera integrase en la oración colectiva y el monasterio a quien busque un ambiente de paz y serenidad.

### Horario del monasterio
La vida de una comunidad benedictina precisa de una distribución perfecta del tiempo, por ello la comunidad de Leyre tiene establecido un horario de actividades diarias, estas actividades están centradas en la oración ya que la regla de san Benito dice textualmente que «Nada debe preferirse a ella» haciendo referencia a la oración. En algunas de las oraciones se realizan con cánticos gregorianos. 
La oración comunal es diferente a la individual, es el coro la voz de la comunidad que alaba a Dios varias veces al día cuando la comunidad se reúne en la iglesia a cantar las alabanzas. Para ello se deben santificar todos los momentos de la jornada, esto se hace con las Horas litúrgicas que son:
- Las Vigilias, últimas horas de la noche antes de que amanezca, se leen textos bíblicos y de religiosos, especialmente Salmos.
- Laudes, la alabanza por excelencia. Se compone de himno, antífonas y salmos, breve lectura, canto del Nuevo Testamento y preces finales.
- La Misa Conventual, en el momento principal de la jornada se celebra la misa, su grado de solemnidad depende de la fiesta del día. Suele ser concelebrada y cantada por el coro. Se canta en gregoriano y latín.
- Las Horas Menores, son pequeños paros en la jornada para dar gracias a Dios. Hay tres; Tercia (normalmente a las 9:30), Sexta (normalmente a las 13:20) y Nona (normalmente a las 15:30). Se mantiene la denominación romana.
- Vísperas, son el oficio de tarde, similar a las Laudes.
- Completas, con completas termina el día, se realiza una de las antífonas a la Virgen en gregoriano. Después de este oficio se observa silencio absoluto hasta el nuevo día.

Las horas entre actos están destinadas a la oración personal y la lectura, al trabajo o estudio según tengan asignado, a la noche, después de cenar hay un periodo de recreación comunitaria. El horario es:
| Actividad        | Laborables    | Festivos         |
| ---------------- | ------------- | ---------------- |
| Comienzo del día | 5:30          | 5:30             |
| Vigilias         | 6:00          | 6:00             |
| Laudes           | 7:30          | 8:00             |
| Desayuno         | 8:00          | 8:30             |
| Tercia           | ---           | 9:30             |
| Misa             | 9:00 (tercia) | 11:30            |
| Sexta            | 13:20         | 13:45 (con nona) |
| Almuerzo         | 13:30         | 14:00            |
| Nona             | 15:30         | --               |
| Vísperas         | 19:00         | 19:00            |
| Cena             | 20:00         | 20:00            |
| Completas        | 21:10 (aprox) | 21:10 (aprox)    |

El equilibrio del horario optimiza el Oficio divino escalonado en horas canónicas, el descanso, el trabajo y la Lectio Divina que viene a romper las monotonías que las otras tareas encomendadas pudieran marcar.

## Galería

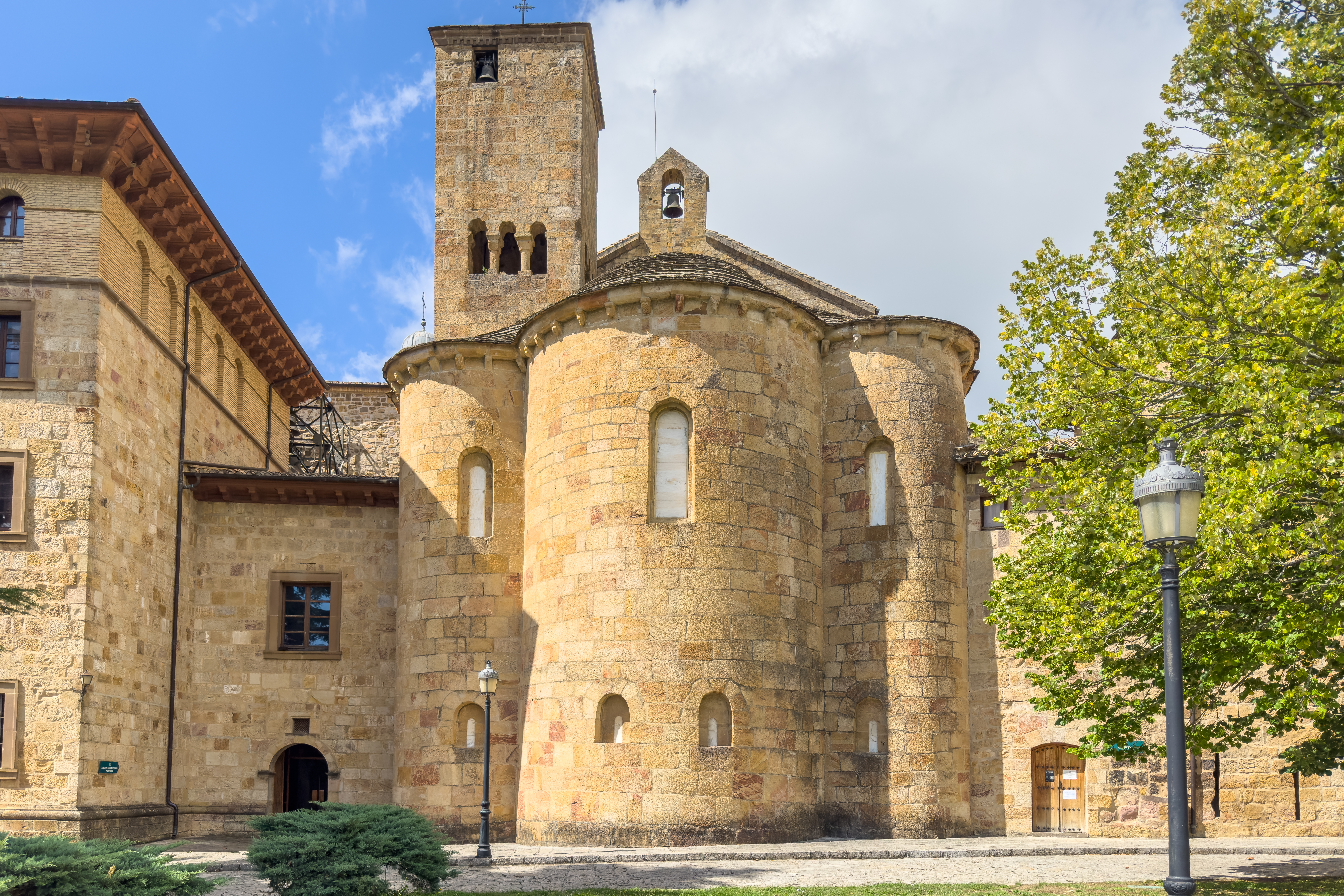
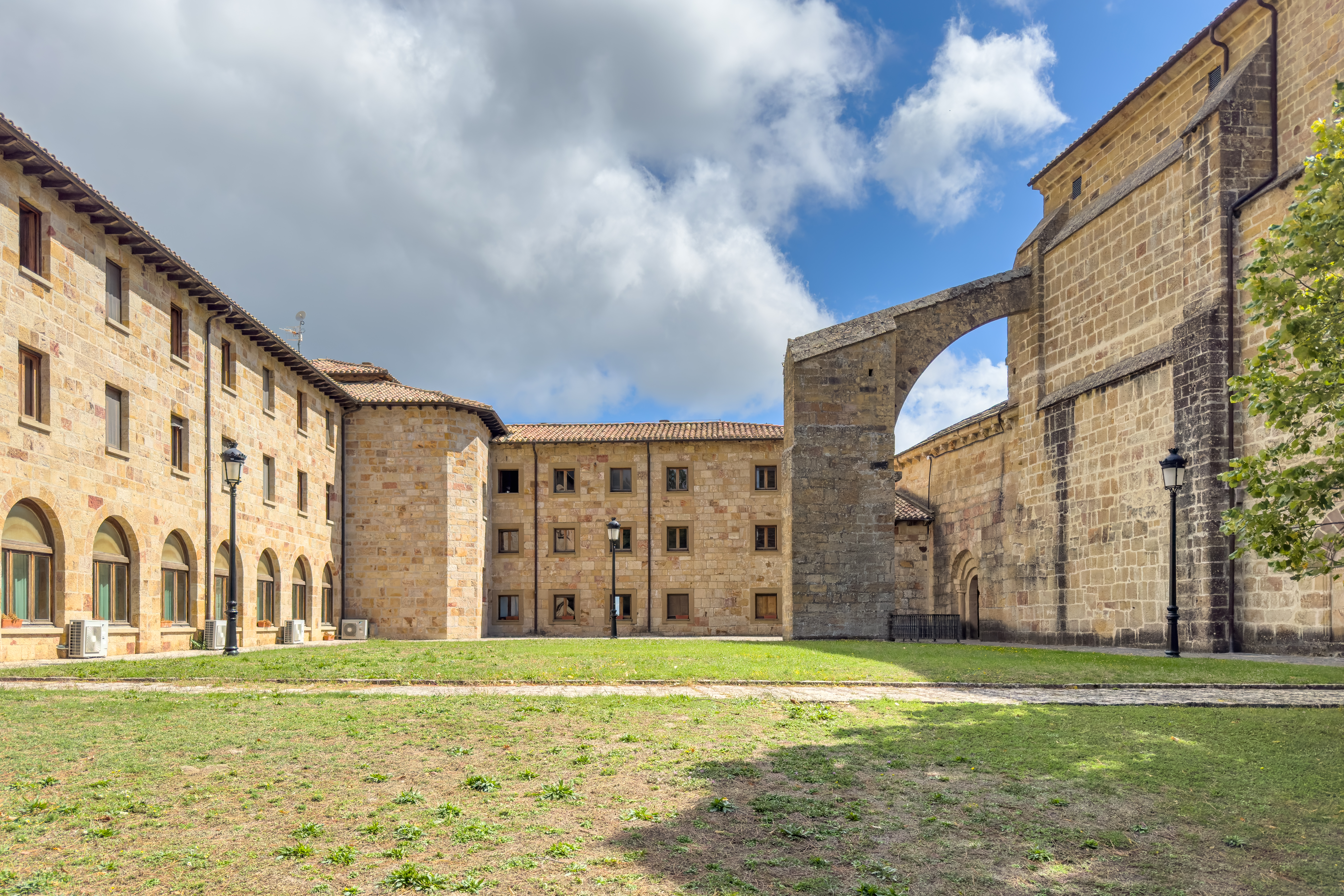
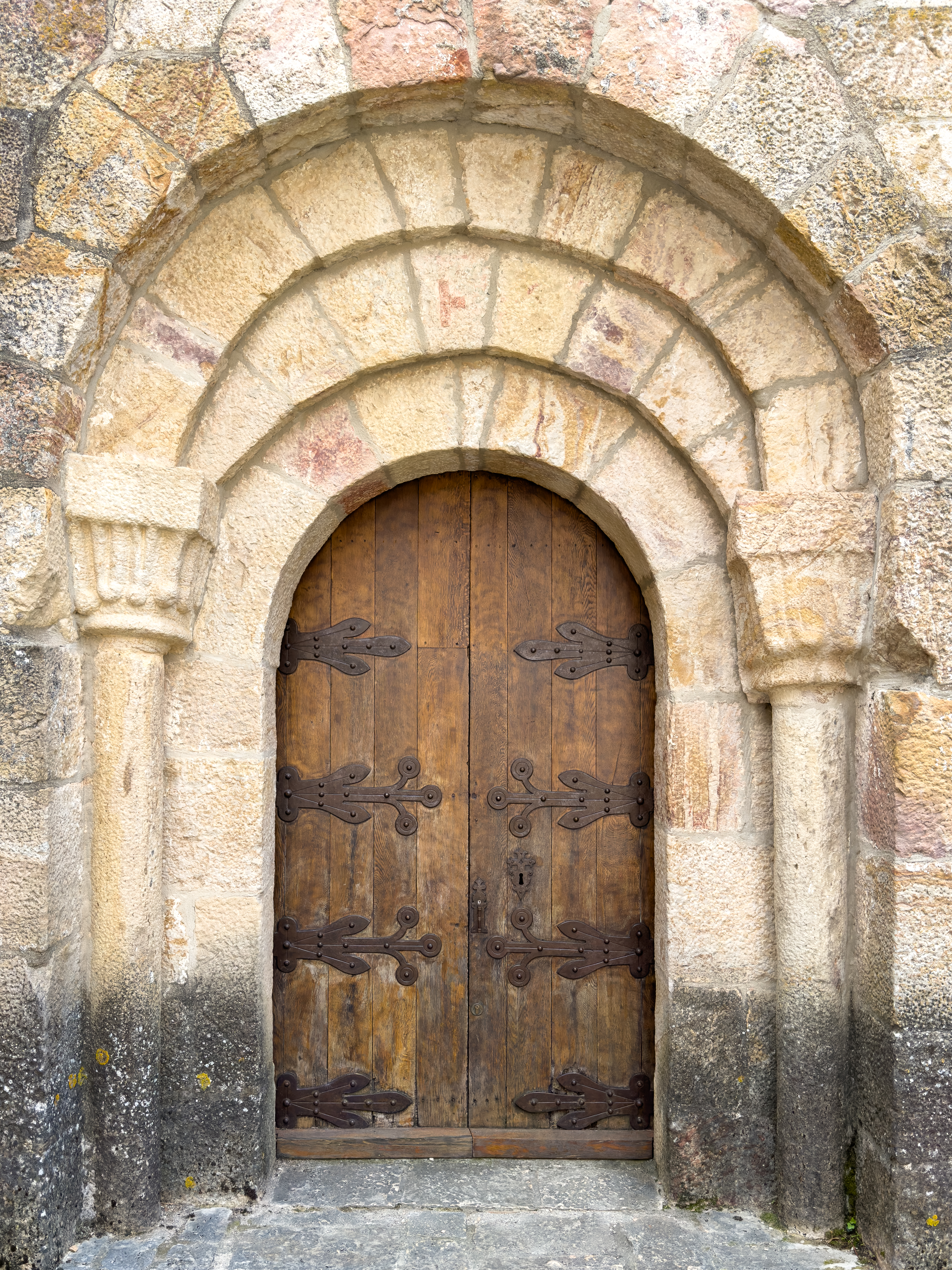
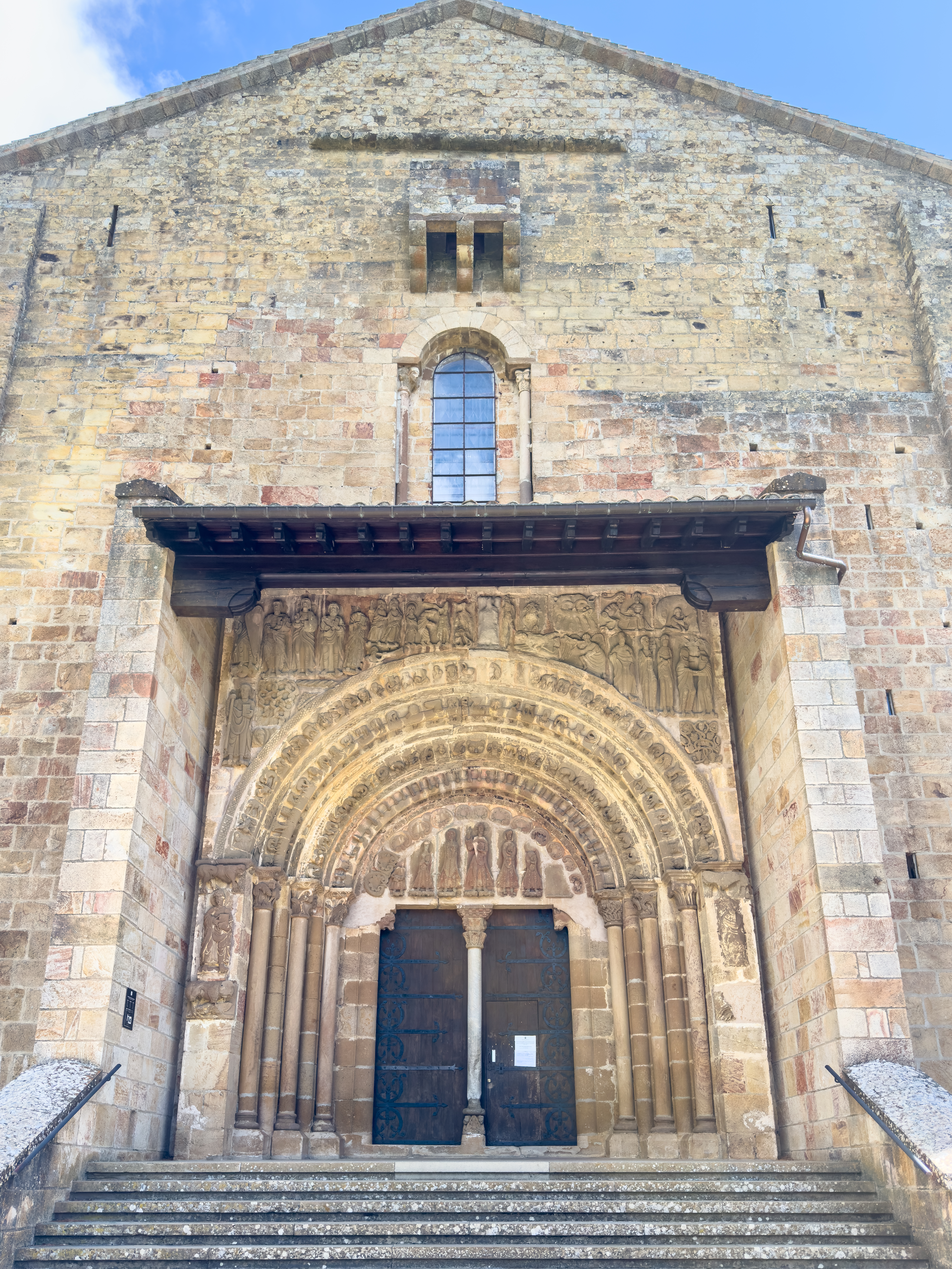
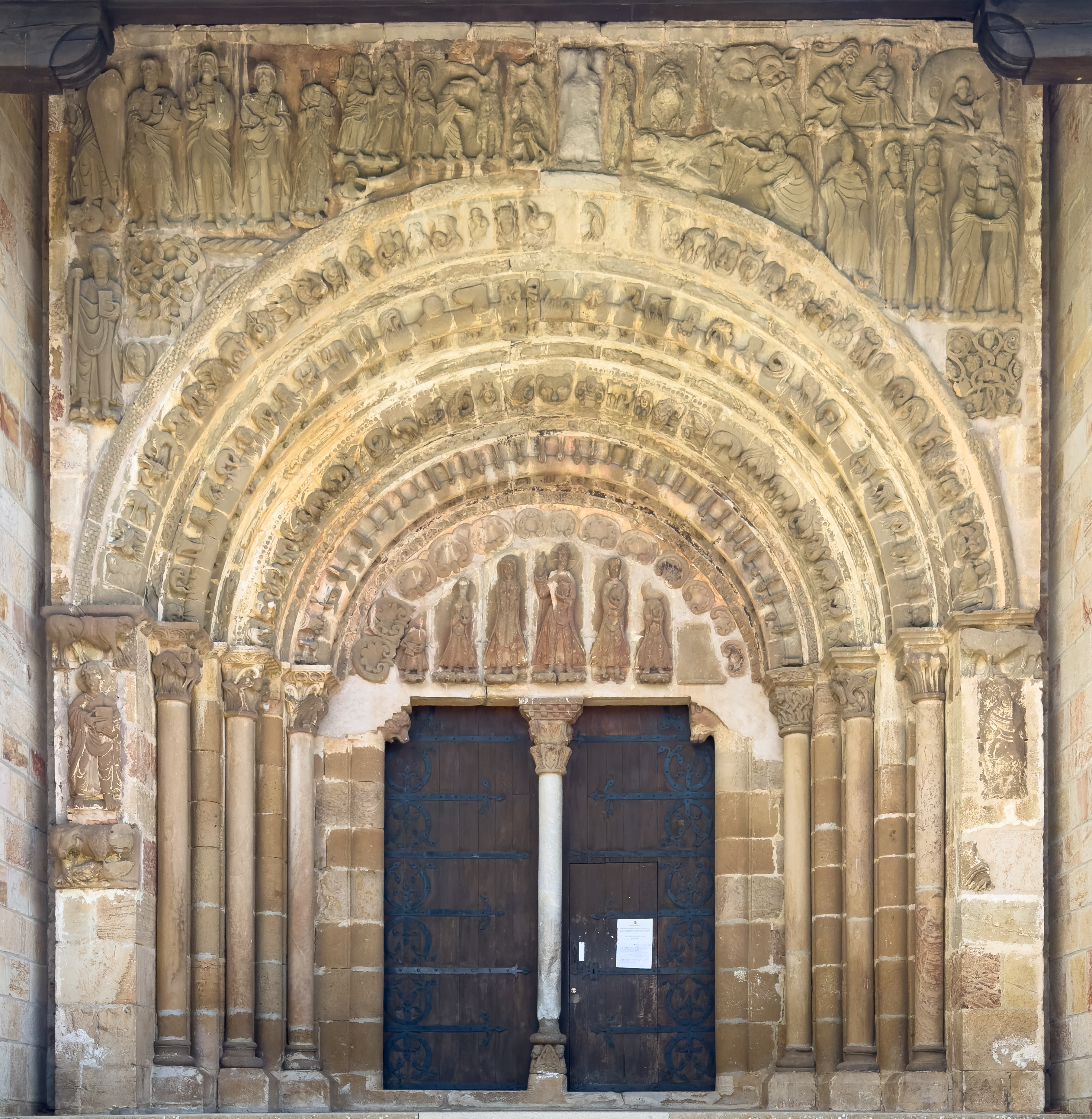
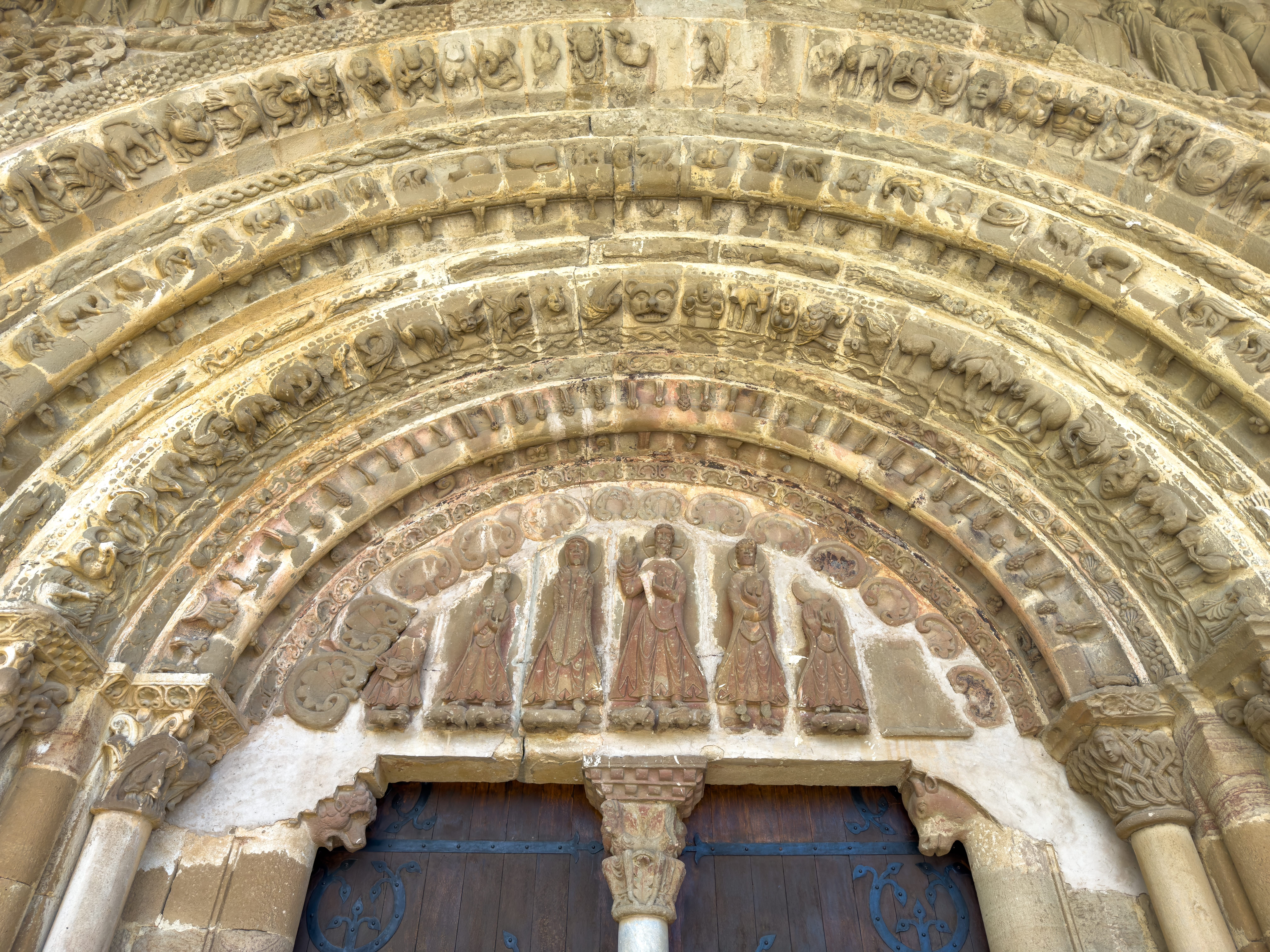
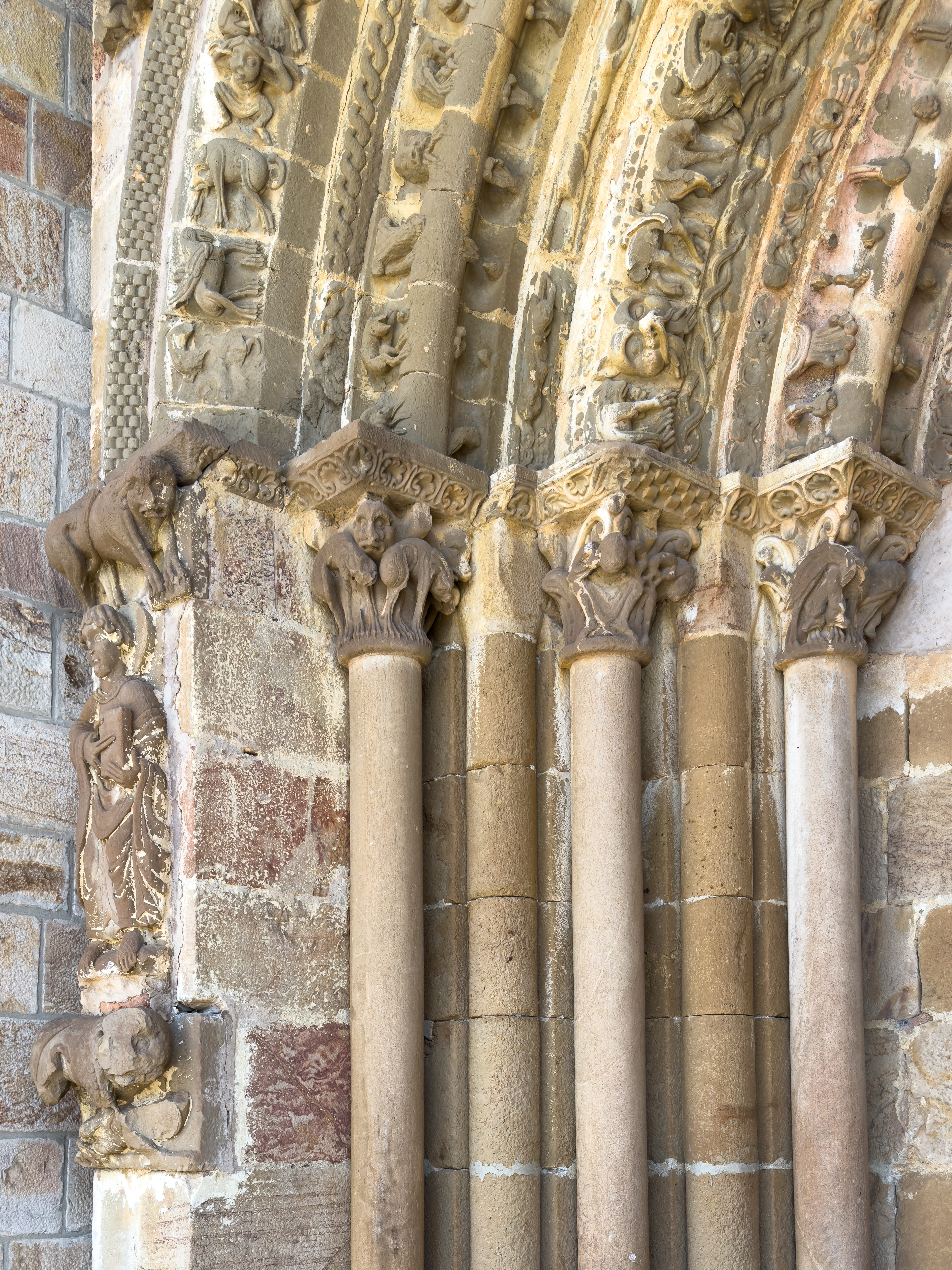
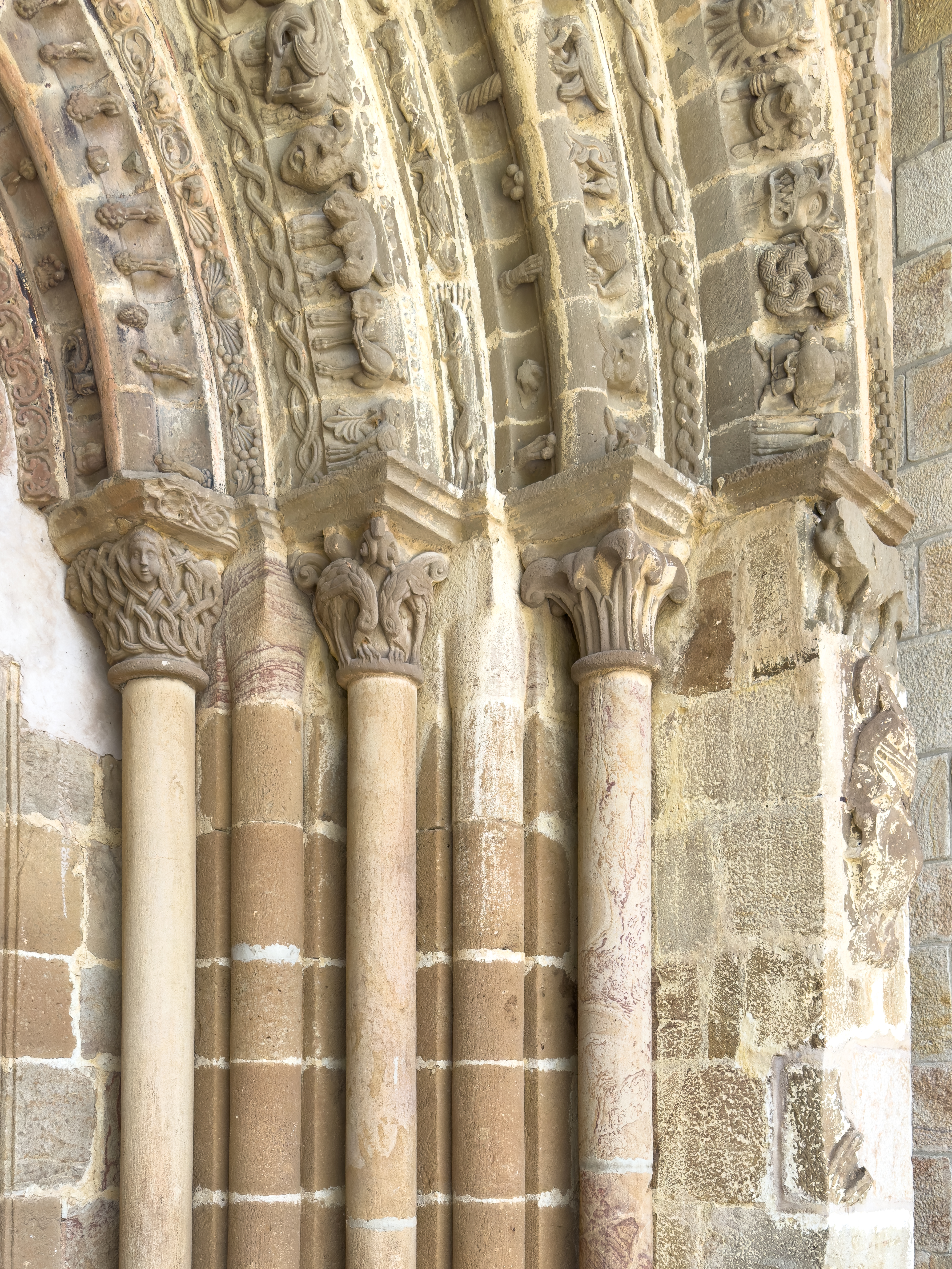
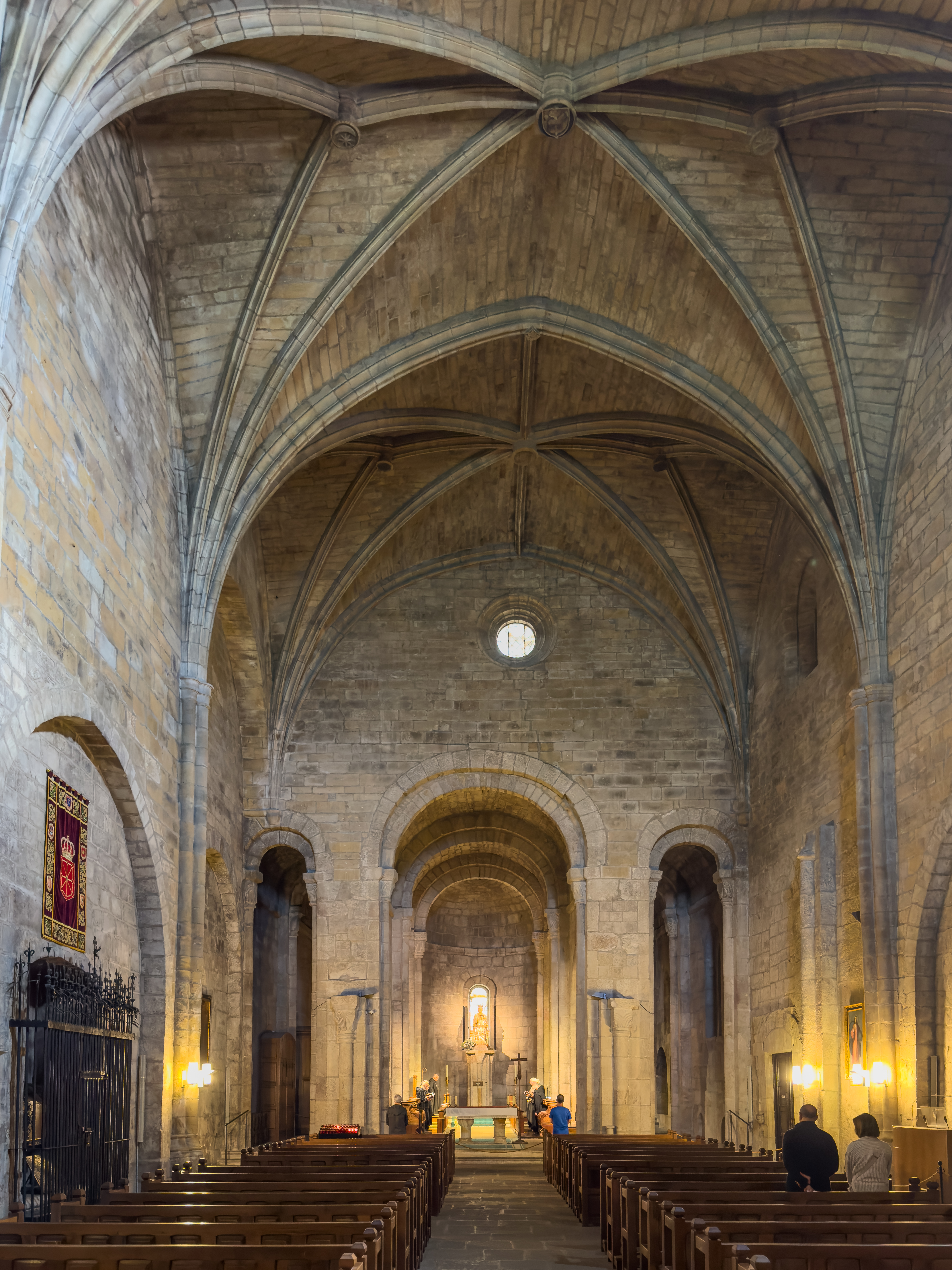
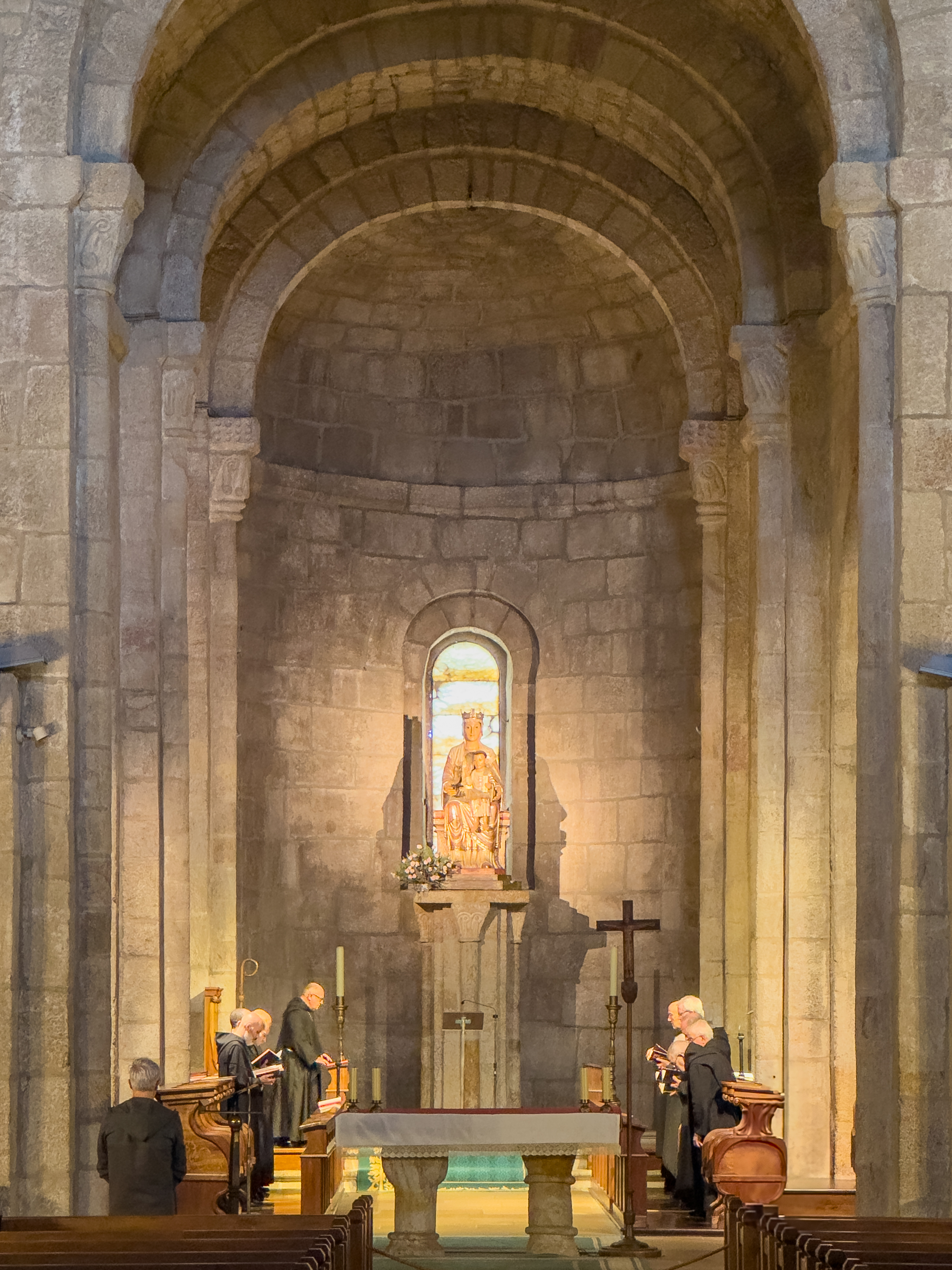
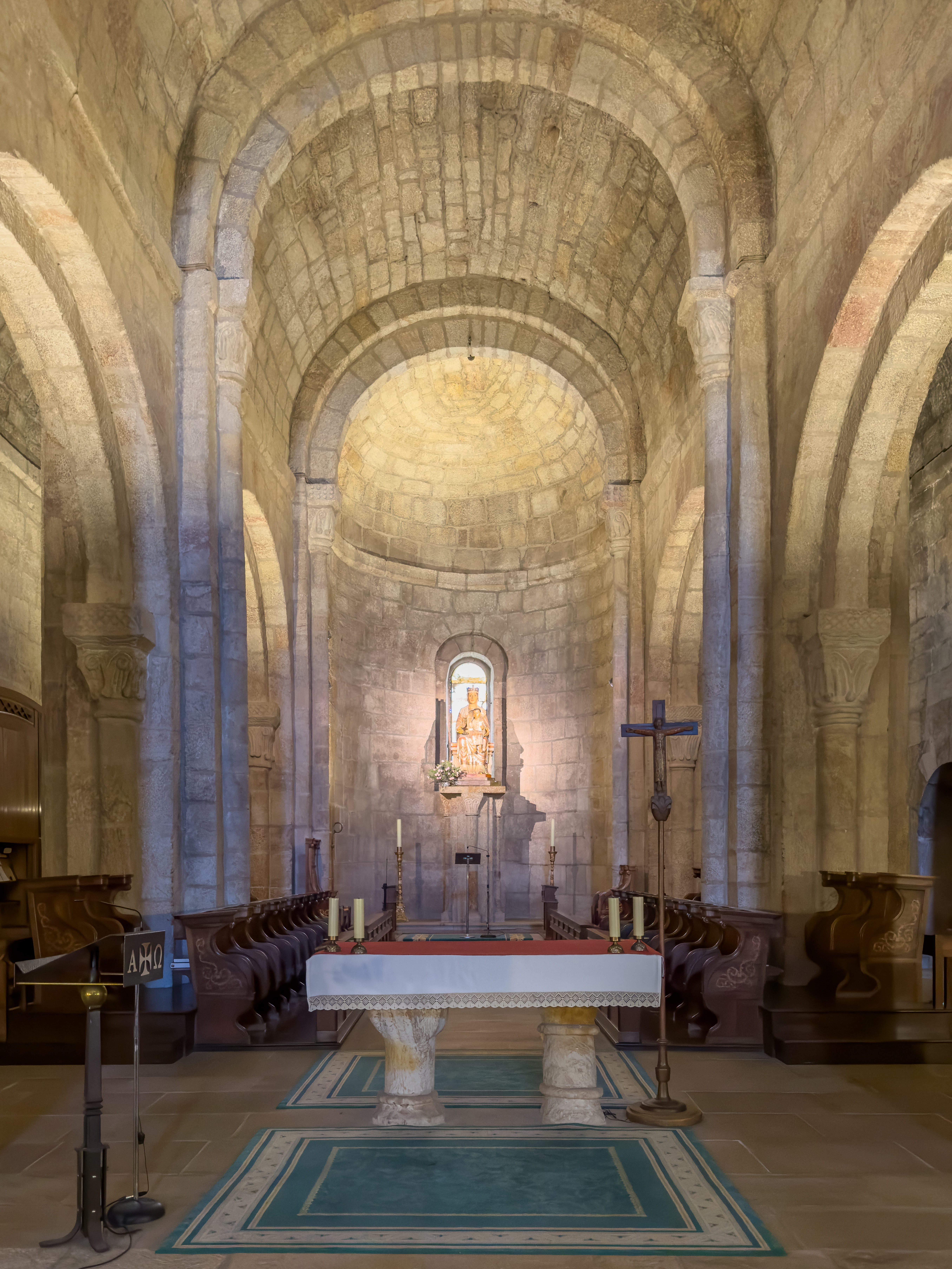
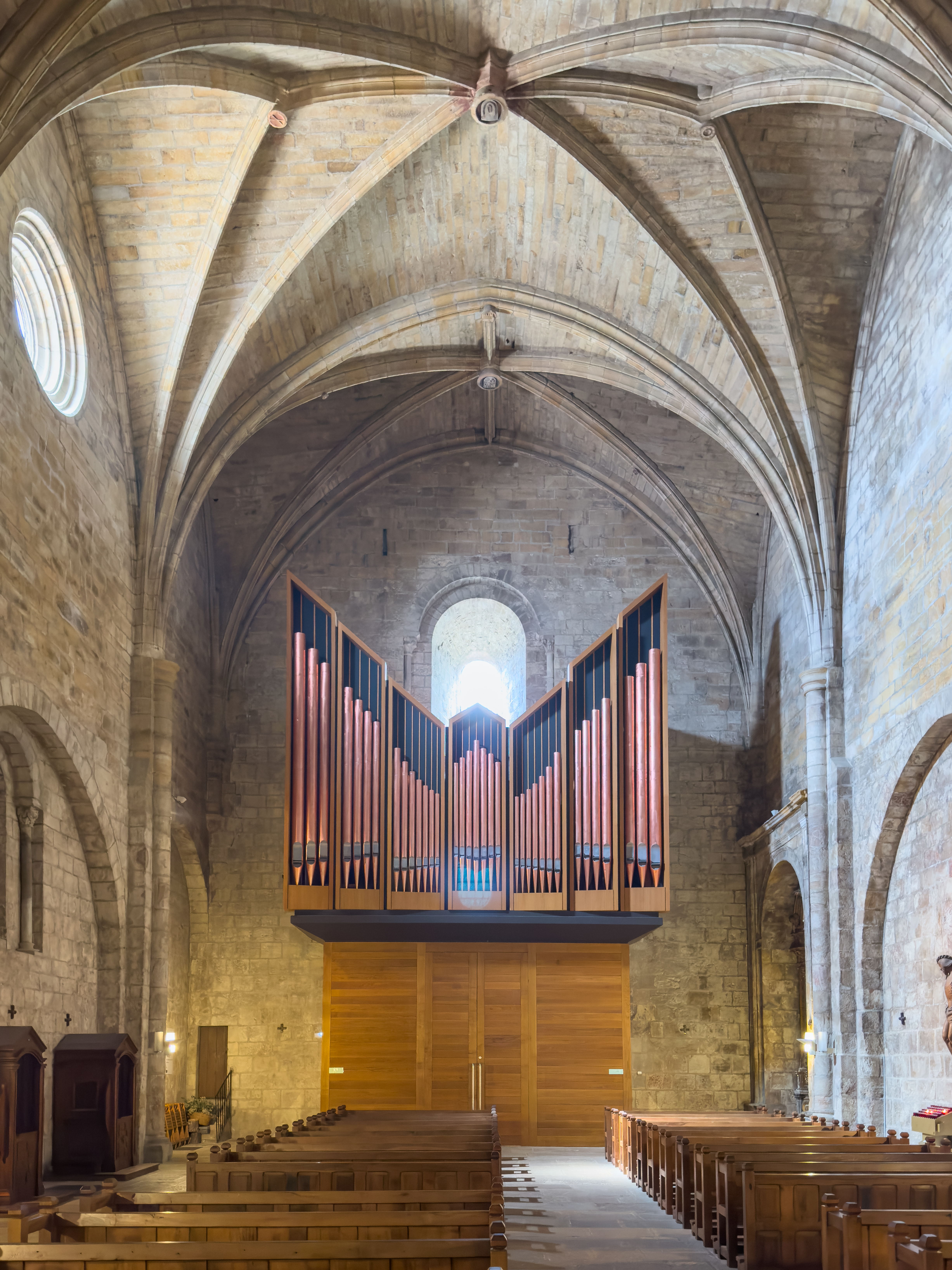
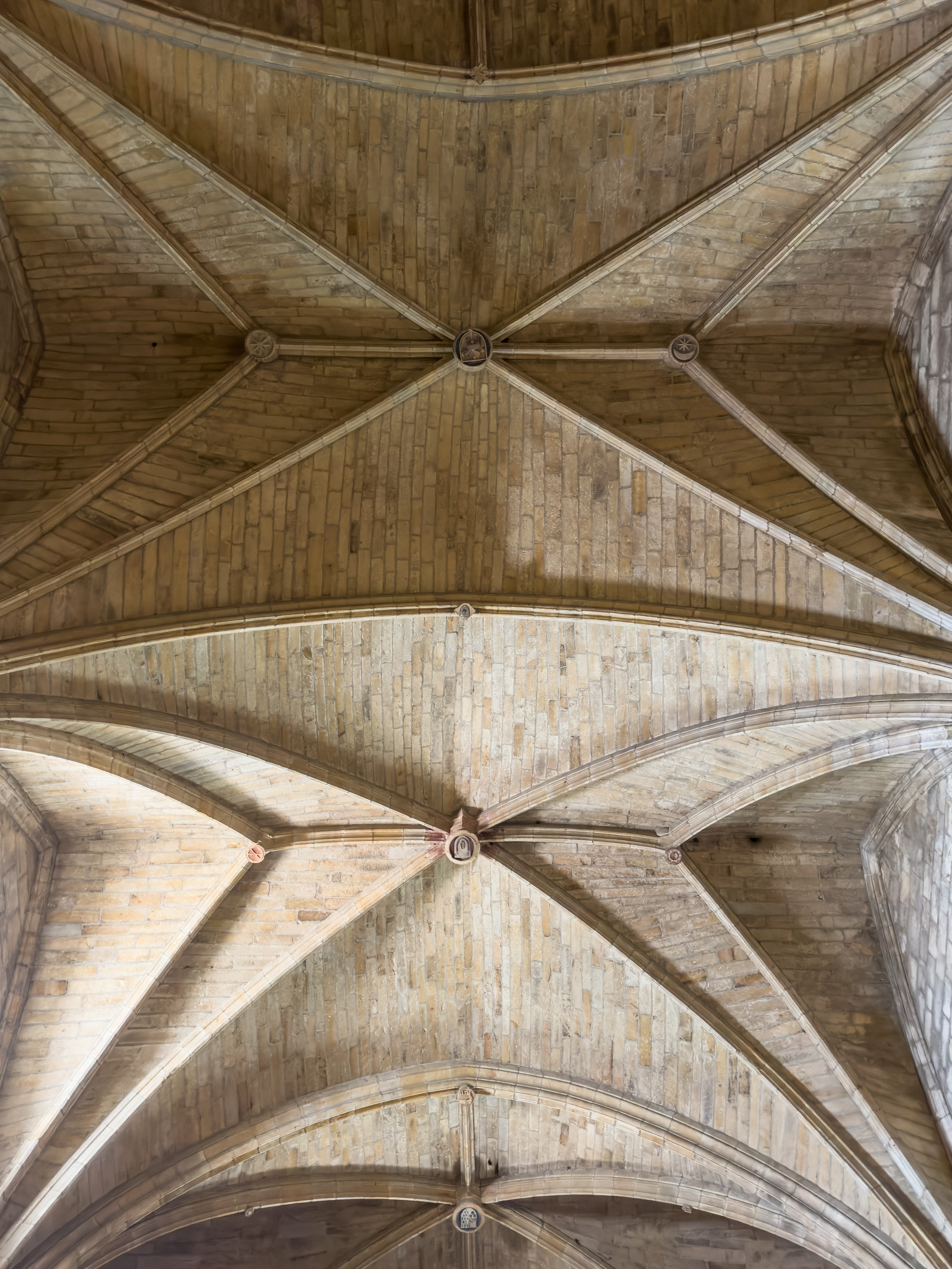
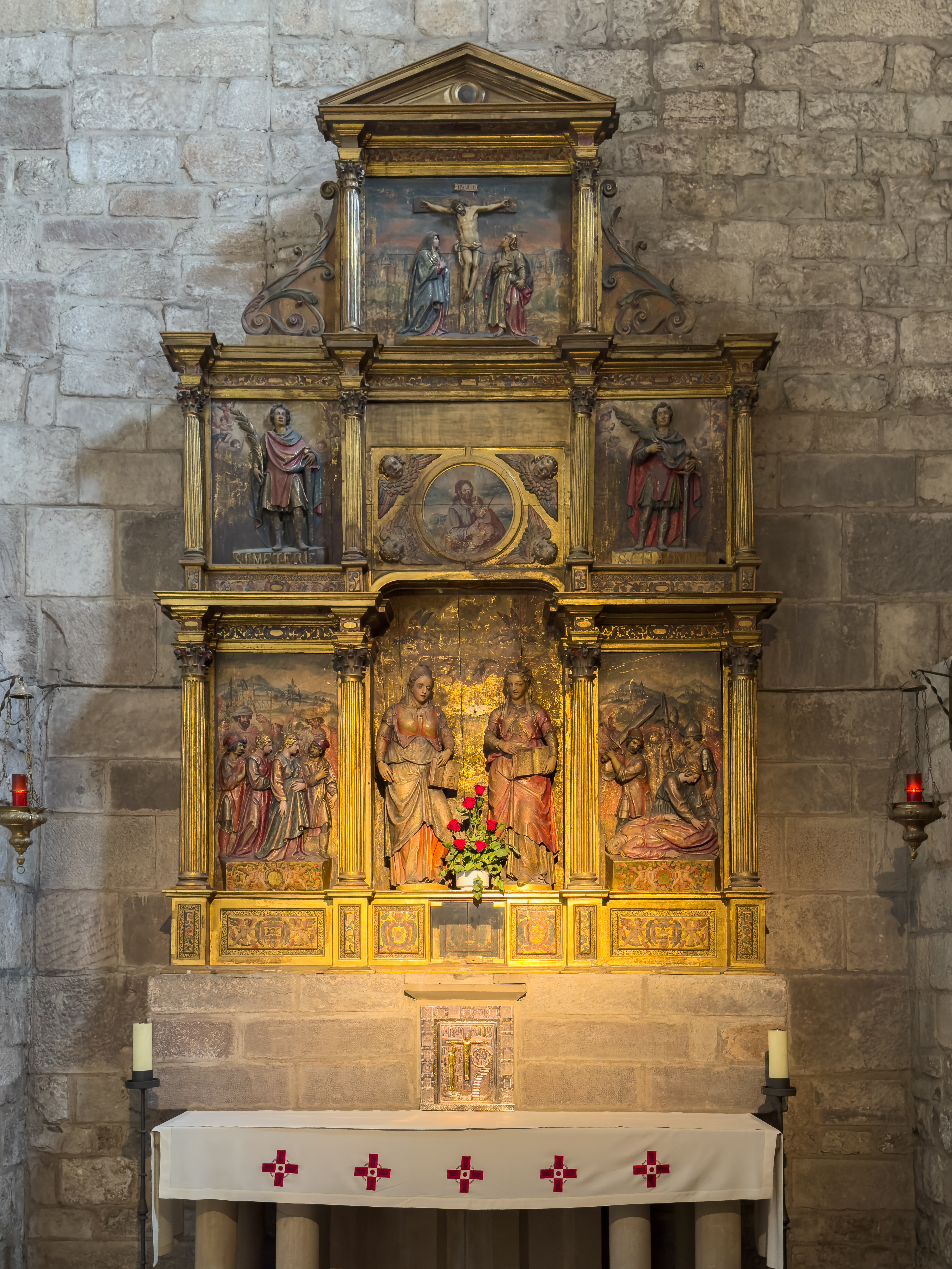
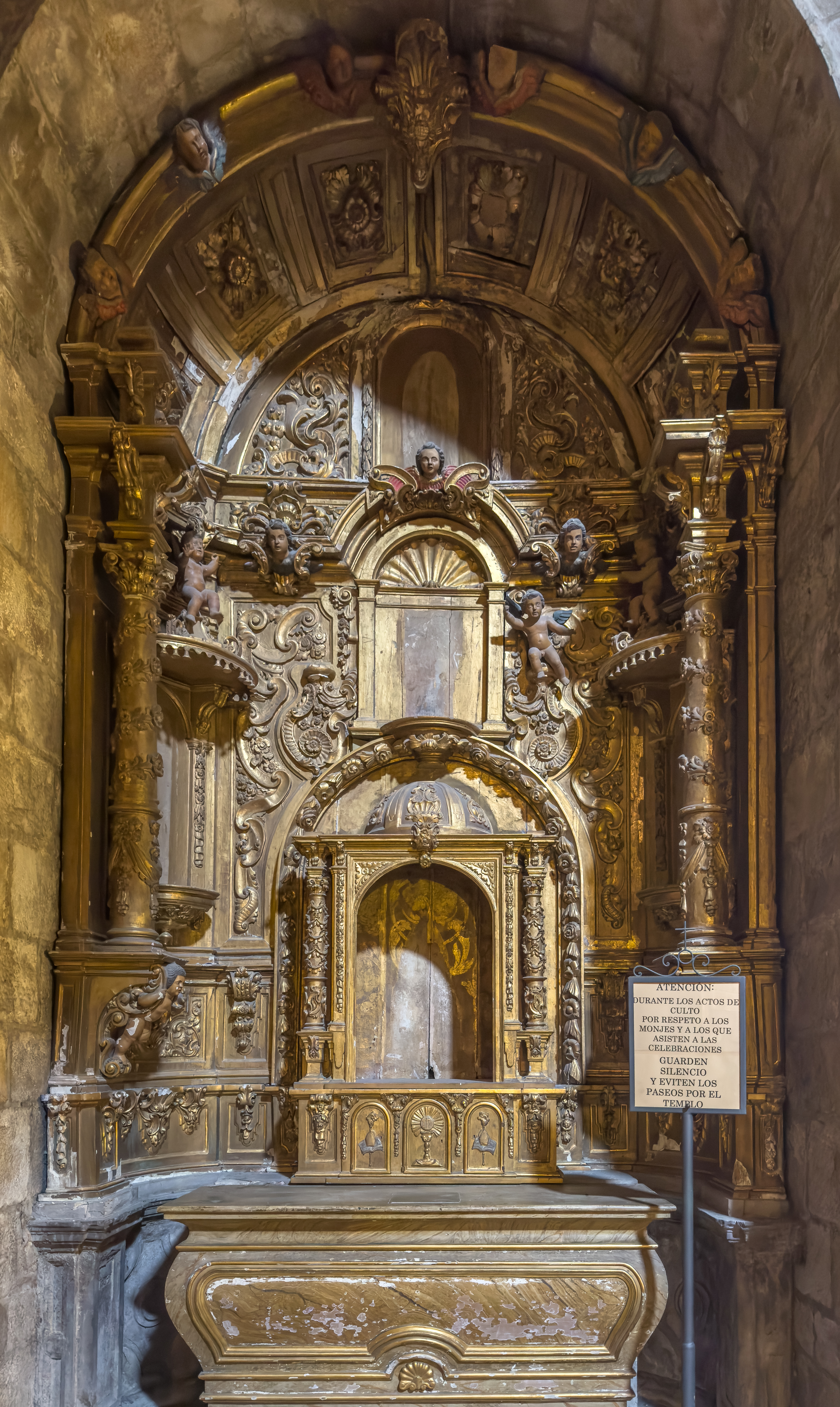
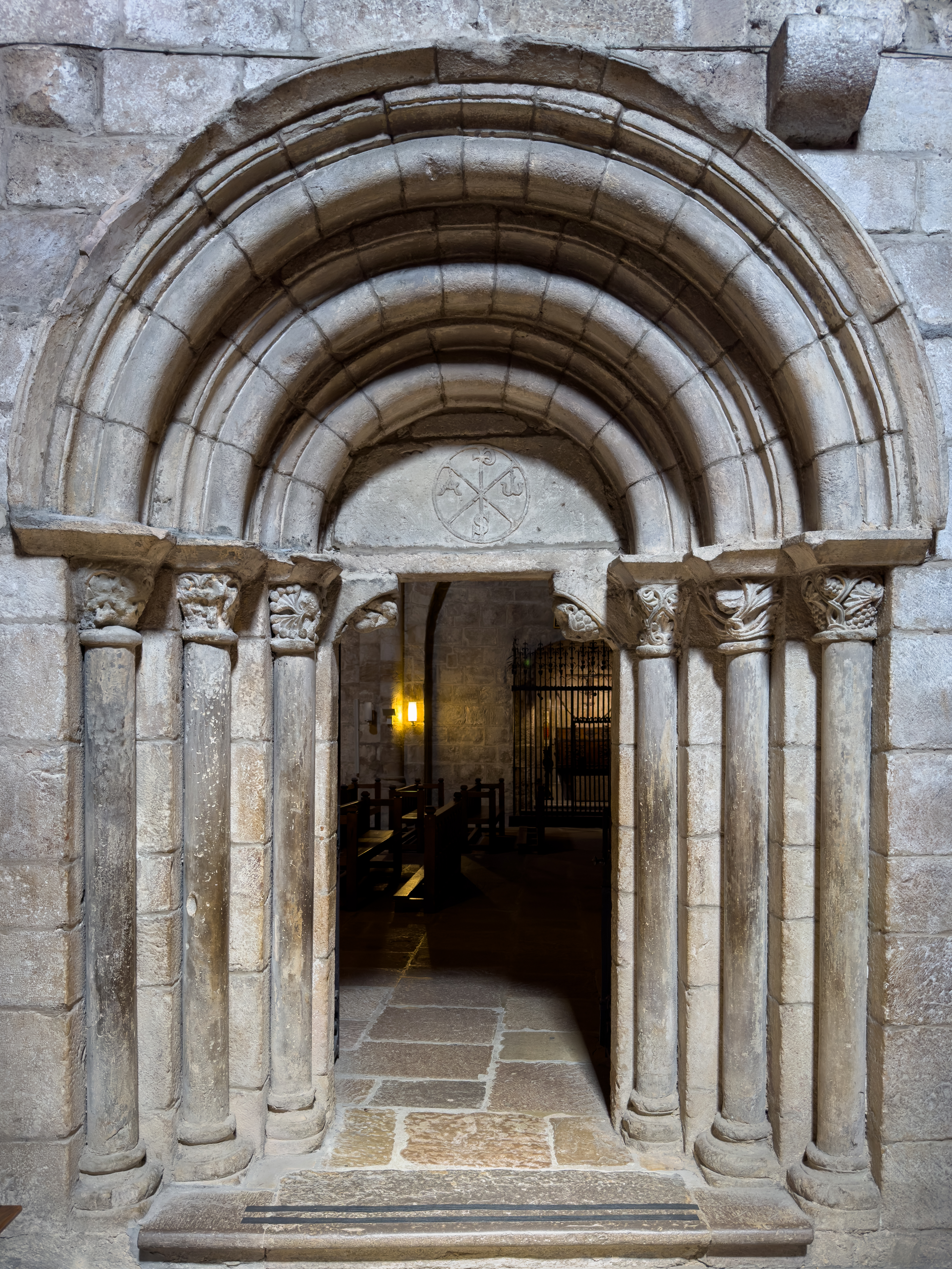
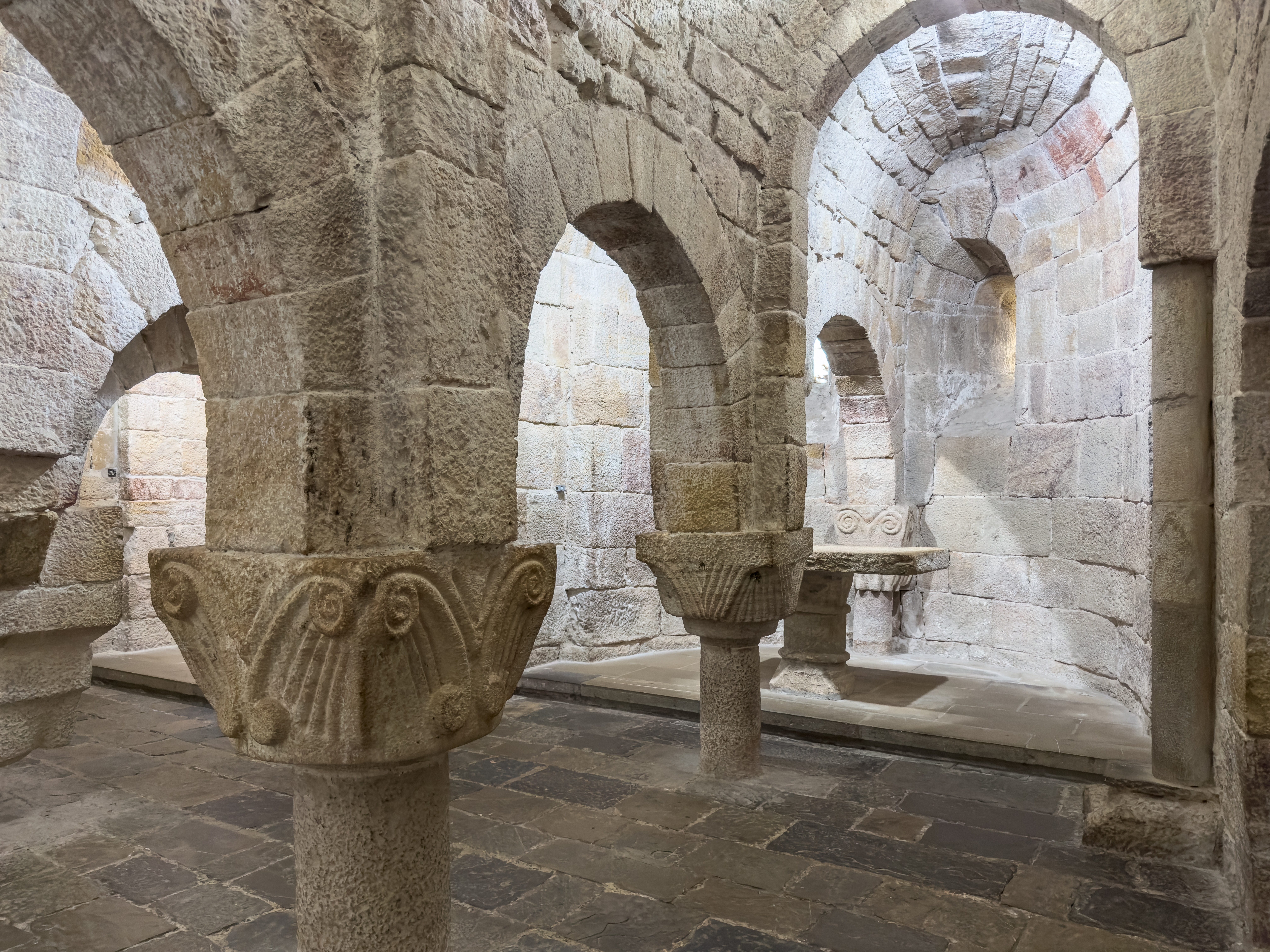
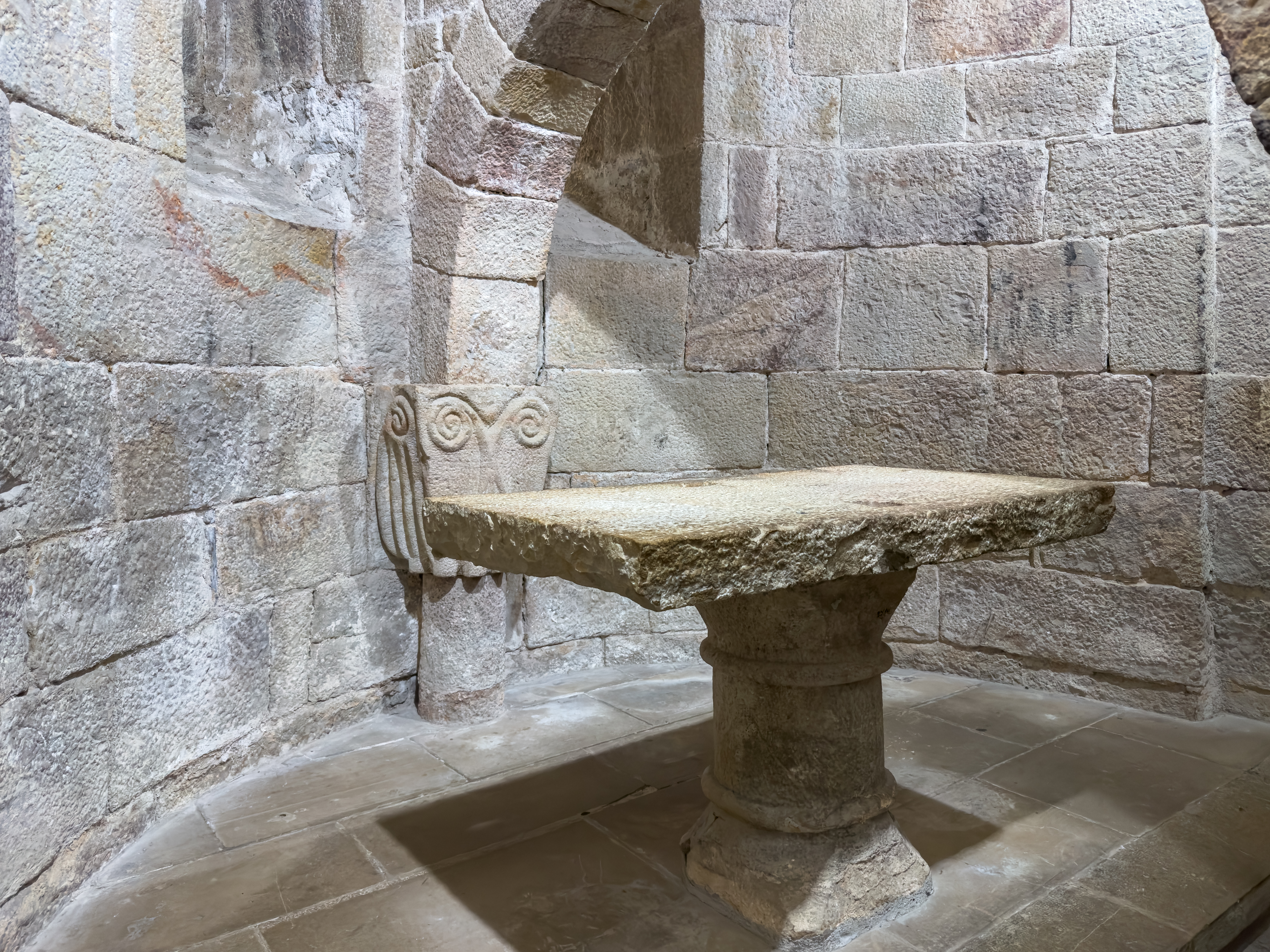
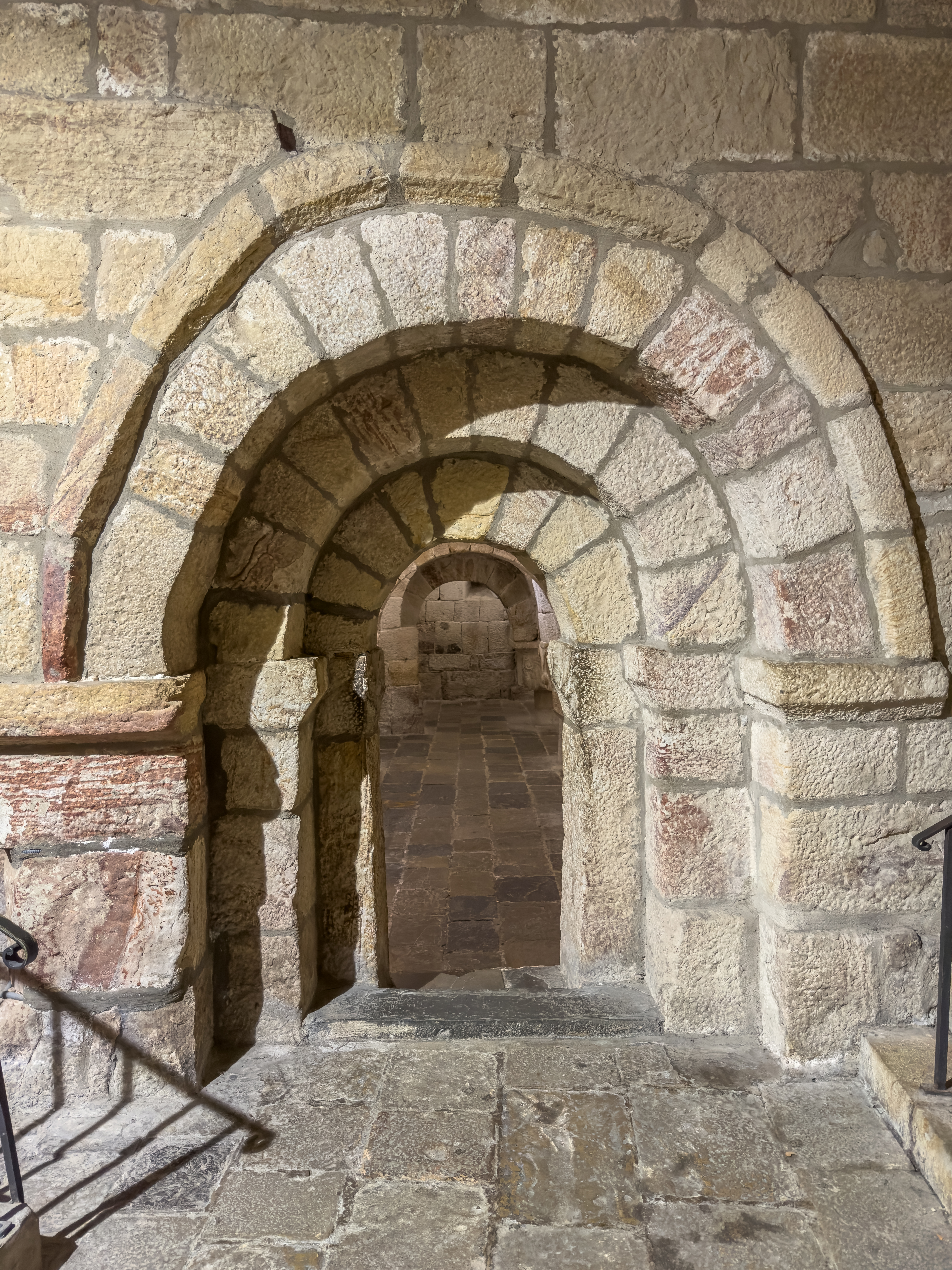
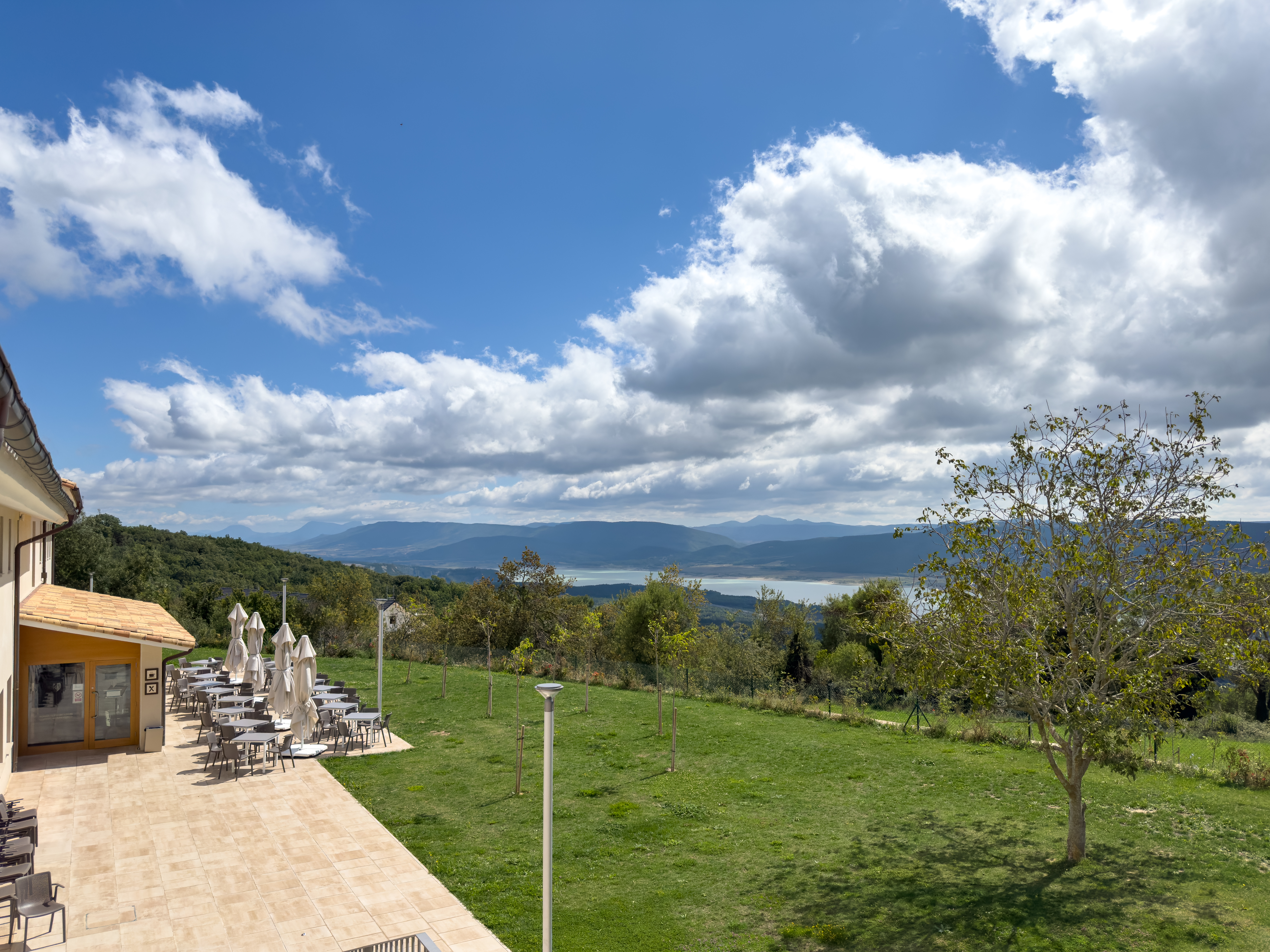
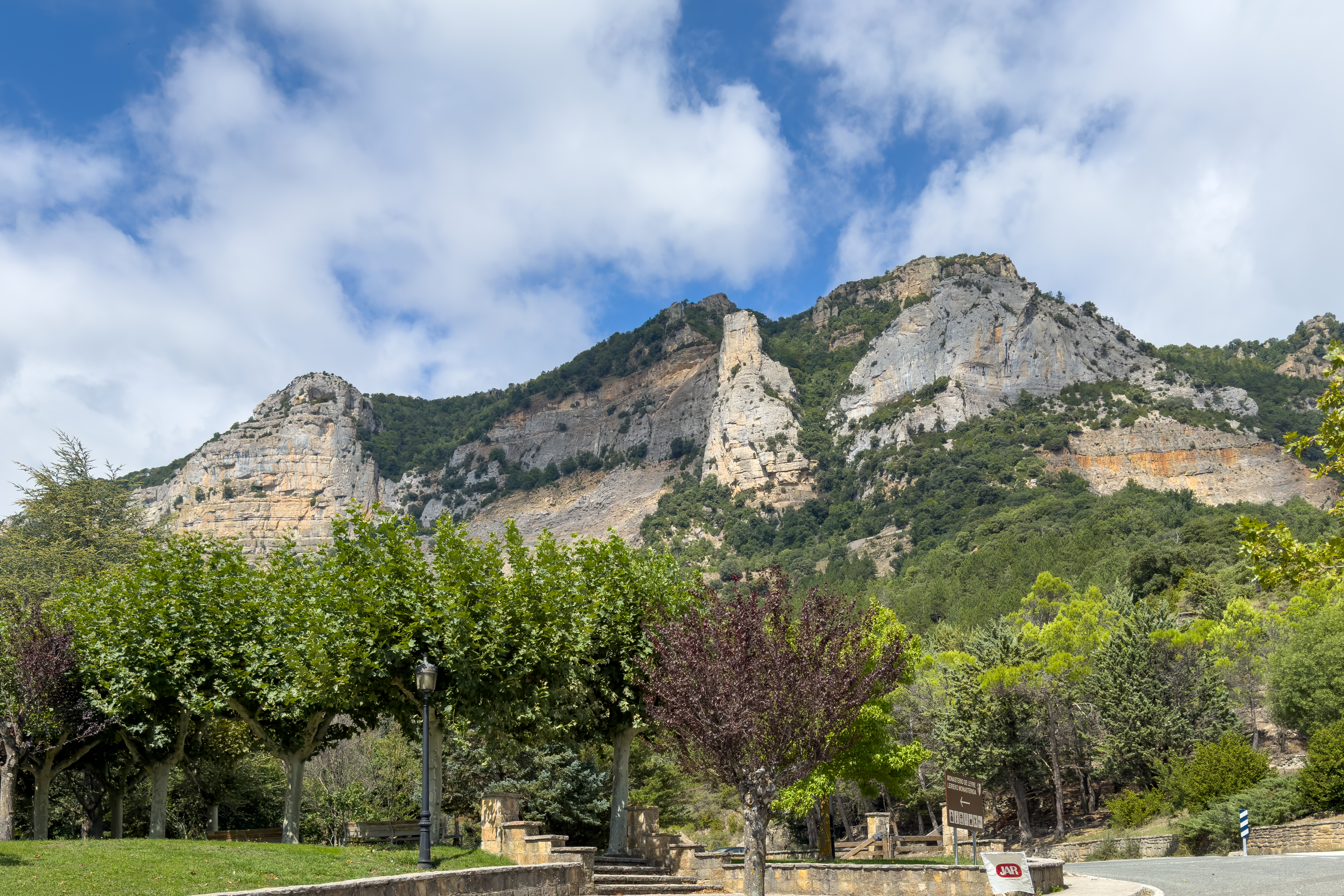